# Zbrodnie niemieckie w Polsce (1939–1945)
Zbrodnie niemieckie w Polsce w czasie II wojny światowej – zbrodnie popełnione na okupowanym przez III Rzeszę terytorium Polski w latach 1939–1945, zaplanowane przez partię narodowych socjalistów (NSDAP), dokonywane przez żołnierzy Wehrmachtu, inne formacje wojskowe i paramilitarne, ludność cywilną, instytucje i organy władzy państwowej III Rzeszy oraz działających w jej strukturach funkcjonariuszy, urzędników państwowych i organizacje. Zbrodnie te, będące konsekwencją niemieckiego programu ludobójstwa, zostały zakwalifikowane jako zbrodnie wojenne i zbrodnie przeciwko pokojowi przez Międzynarodowy Trybunał Wojskowy w Norymberdze w 1946 roku.
Według orzeczenia Międzynarodowego Trybunału Wojskowego w Norymberdze z 1946 zbrodnie niemieckie określone są następująco:
- planowanie, rozpoczęcie i prowadzenie wojny napastniczej,
- morderstwa dokonywane na jeńcach wojennych i ludności cywilnej,
- masowa eksterminacja w obozach,
- pokazowe egzekucje,
- tzw. łapanki uliczne,
- praca niewolnicza,
- wysiedlenia ludności,
- celowe burzenie miast, wsi oraz osiedli,
- grabież dóbr kulturalnych, majątku i niszczenie skarbów kultury narodowej,
- wynarodowienie i germanizacja,
- prześladowania na tle politycznym, rasowym i narodowościowym.

## Geneza

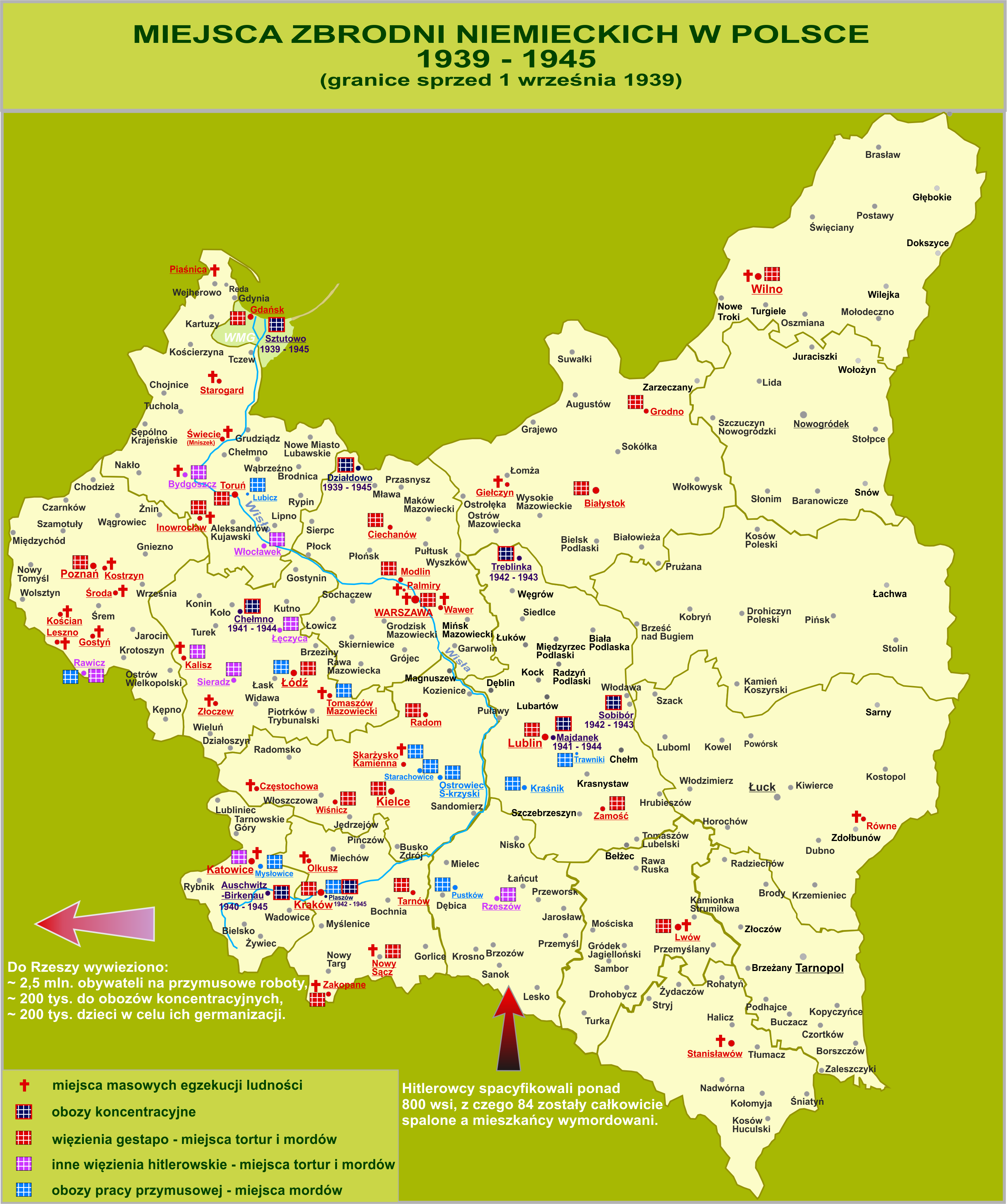

1 września 1939 III Rzesza dokonała agresji na Polskę, której głównymi celami były likwidacja niepodległego bytu państwa polskiego oraz biologiczne wyniszczenie narodu polskiego, uznanego przez pseudonaukowe kryteria nazistowskiej polityki rasowej za „małowartościowy”. W tym celu miał być pozbawiony elity intelektualnej i tzw. warstw przywódczych, wchodzących w skład kierownictwa państwowego i narodowego. Dyplomacja niemiecka przygotowywała się do realizacji tego planu drogą tajnych bądź jawnych działań na arenie międzynarodowej, mających za zadanie obalenie postanowień i konsekwencji tzw. „ładu wersalskiego”, określonego traktatem wersalskim z 1919. Rezultatami tych działań były podpisanie z ZSRR paktu Ribbentrop-Mołotow, oraz utrzymywanie ścisłych stosunków wywiadowczych i wojskowych z tym państwem przez okres dwudziestolecia międzywojennego (1919–1939). Towarzyszyła im, opracowana przy dużym udziale niemieckich placówek naukowo-badawczych (m.in. Uniwersytet Humboldtów w Berlinie), całościowa koncepcja zmian w Europie Wschodniej i Europie Środkowo-Wschodniej, określana jako Generalny Plan Wschodni.

## Zbrodnie w czasie kampanii wrześniowej

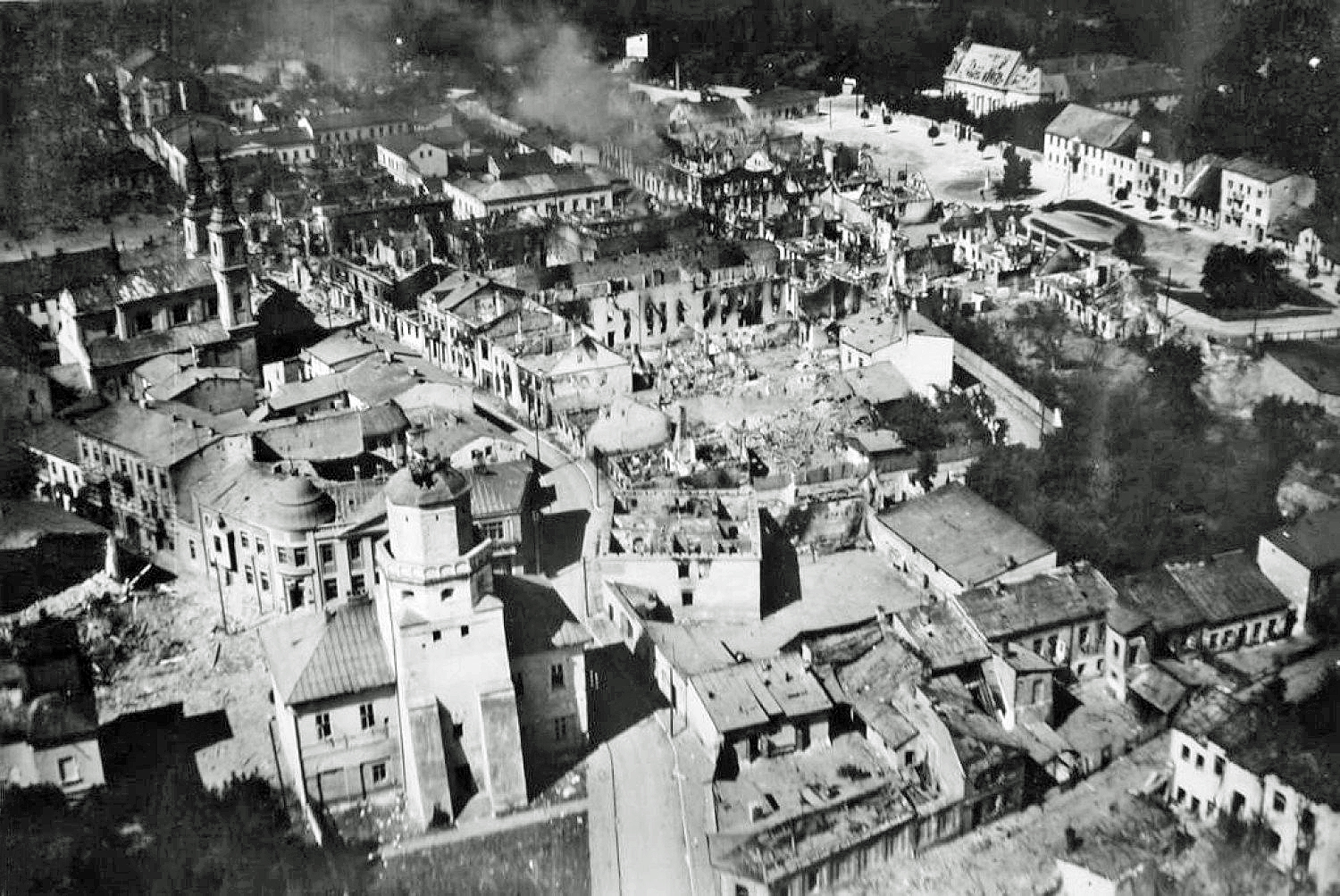
Zbombardowany 1.09.1939 przez Luftwaffe Wieluń

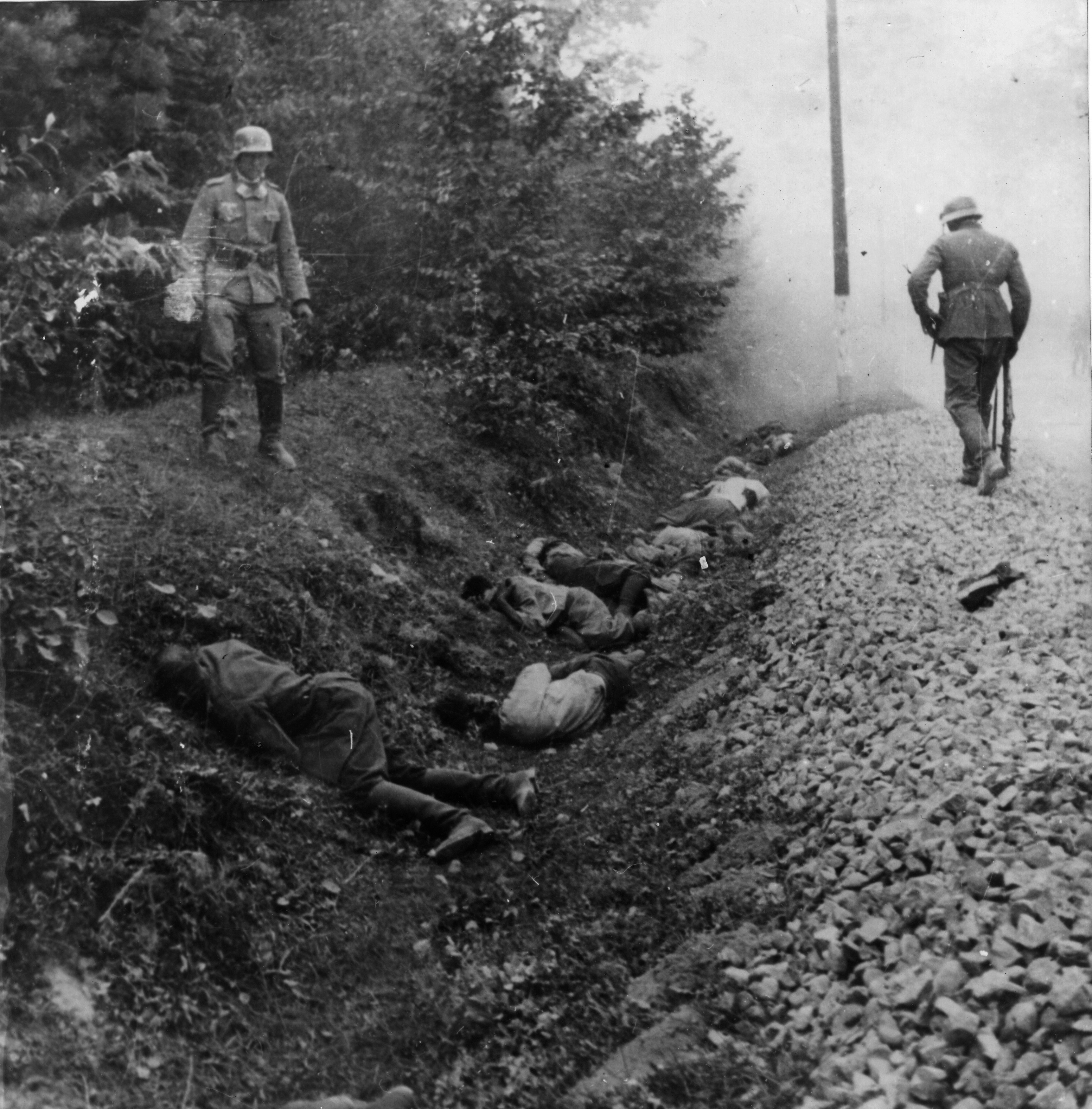
Zbrodnia w Ciepielowie, gdzie Wehrmacht rozstrzelał 300 polskich jeńców wojennych

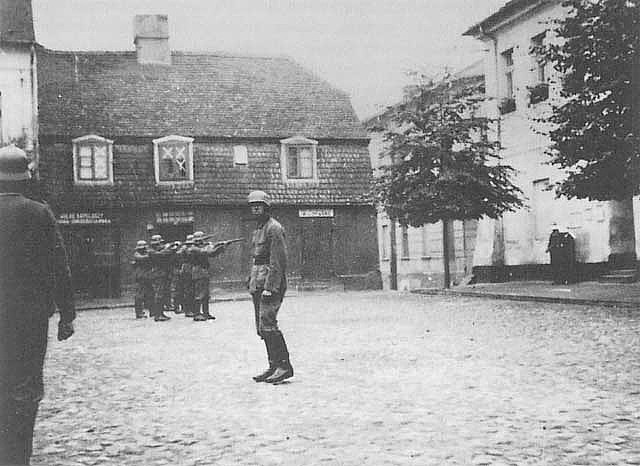
Rozstrzelanie zakładników w Koninie 22 września 1939

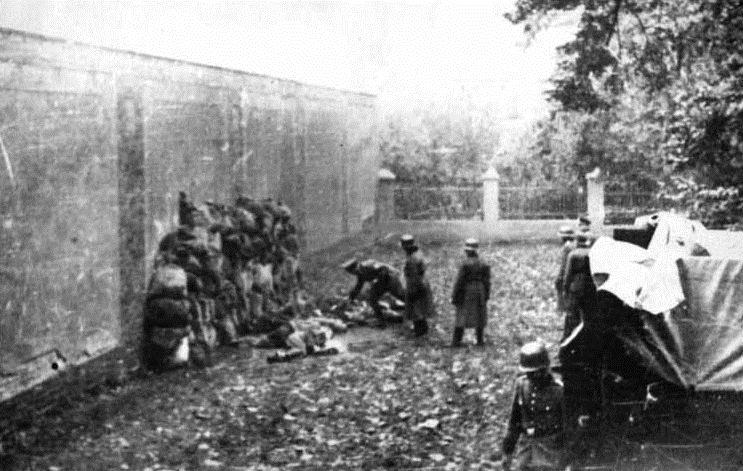
Egzekucja przez Einsatzkommando w Lesznie, październik 1939

W czasie kampanii wrześniowej w 1939, działania niemieckich sił zbrojnych były niejednokrotnie prowadzone z pogwałceniem prawa międzynarodowego i wojennego, w szczególności konwencji haskich.
Przygotowania do tzw. wojny totalnej, przewidujące zniszczenie nie tylko polskich sił zbrojnych, lecz także ludności cywilnej rozpoczęły się w III Rzeszy już na kilka lat przed rozpoczęciem właściwej inwazji. Już wówczas sporządzano, przy pomocy działającej w Polsce sieci konfidentów, wykazy obywateli polskich czynnych pod względem politycznym i społecznym, którzy mogli potencjalnie stanowić zagrożenie dla Niemców. W maju 1939 w jednostce niemieckiego kontrwywiadu, Głównym Urzędzie SD Reichsfuhrera SS utworzono specjalną komórkę „Zentralstelle” II/P (Polen), zajmującą się sporządzaniem list „osób przeznaczonych do ujęcia w Polsce”, uznanych za potencjalne zagrożenie dla nazistowskich planów podboju. Listy takie sporządzała również berlińska centrala Gestapo, ze szczególnym uwzględnieniem „Polaków wrogo nastawionych do niemieckości”. Na podstawie obu tych list sporządzono ostatecznie „księgę gończą” tzw. Sonderfahndungsbuch Polen – zawierała ona w porządku alfabetycznym, według różnych źródeł, od kilkunastu do kilkudziesięciu tysięcy nazwisk wybitnych Polaków (działaczy społecznych i politycznych, ludzi kultury, nauki i sztuki, uczestników powstania wielkopolskiego, aktywistów plebiscytowych na Mazurach, Warmii oraz Górnym Śląsku, członków Polskiego Związku Zachodniego i Związku Polaków w Niemczech). W początkowej fazie okupacji 90% nazwisk Polaków przeznaczonych do umieszczenia w obozach koncentracyjnych zostało wskazanych przez Niemców mieszkających w Polsce.
22 sierpnia 1939 r. Hitler wygłosił przemówienie do wyższych dowódców Wehrmachtu na Obersalzbergu, zapowiadając w nim otwarcie użycie paramilitarnych oddziałów mających za zadanie dokonywanie mordów na polskiej ludności: „Przygotowałem więc, na razie tylko na Wschodzie, oddziały Totenkopf i rozkazałem im zabijać bez litości i pardonu mężczyzn, kobiety i dzieci polskiego pochodzenia i polskiej mowy. Tylko w ten sposób zdobędziemy przestrzeń życiową, której potrzebujemy”. Swoim generałom Führer rozkazał natomiast: „Zamknąć serca na współczucie (…) 80 milionów ludzi musi otrzymać to, co im się prawnie należy. Trzeba zabezpieczyć ich egzystencję. [Należy postępować] z największą brutalnością”.
Wbrew oficjalnym zapewnieniom niemieckiego dowództwa, iż siły zbrojne III Rzeszy nie widzą w ludności cywilnej wroga, od pierwszych godzin wojny niemieckie lotnictwo i artyleria bezlitośnie atakowały obiekty cywilne, pozbawione znaczenia militarnego. Niemieckie bomby spadały na szpitale, kościoły, dzielnice mieszkaniowe, kolumny uchodźców i pociągi ewakuacyjne. Według szacunków historyków, naloty i ostrzał artyleryjski pochłonęły przeszło 10 tysięcy ofiar wśród polskiej ludności cywilnej. Bombardowano między innymi kolumny uchodźców na szosie do Gniezna i na szosie z Warszawy do Siedlec, gdzie zginęło około 600 osób. Zbombardowany został też pociąg wiozący mieszkańców Krotoszyna i okolic, w którym zginęło 300 osób. W południowej Polsce po dokonaniu nalotów na wyznaczone cele piloci niemieccy wykorzystywali pozostałą amunicję i bomby do atakowania ludności cywilnej, wsi i miasteczek.
Szymon Datner ustalił, że podczas kampanii wrześniowej lotnictwo niemieckie zbombardowało 158 polskich miast i osiedli, spośród których w wielu nie stacjonowały polskie wojska i które nie posiadały znaczenia strategicznego. Już 1 września zbombardowano Wieluń, gdzie zginęło 1200 obywateli polskich. Ponadto ciężkie bombardowania dotknęły m.in. Sulejów, Janów Lubelski, Biłgoraj, Frampol oraz przede wszystkim Warszawę (zwłaszcza nalot w dniu 25 września). Liczne dowody wskazują, że bombardowanie Warszawy we wrześniu 1939 roku dokonywane było według przygotowanego zawczasu planu. Podczas gdy Zamek Królewski, siedziba prezydenta i symbol polskiej państwowości stał się jednym z pierwszych celów nalotów bombowych, sąsiadujące z nim Stare Miasto było oszczędzone. Burzono natomiast obiekty pochodzące z epoki nowożytnej, wolne od wpływów niemieckich, a podnoszące rangę stolicy (m.in. Opera). Zestawienie planów „nowego miasta niemieckiego” ze stanem zniszczeń, spowodowanych bombardowaniem i ostrzałem artyleryjskim we wrześniu 1939 roku (znajdujące się w albumie z 6 lutego 1940 r., dedykowanym generalnemu gubernatorowi Hansowi Frankowi), nie pozostawia żadnych wątpliwości. Planowo przeprowadzone działania niszczycielskie miały doprowadzić miasto do stanu, w którym jego totalna zagłada stałaby się w pełni uzasadniona.
W trakcie kampanii wrześniowej spalone zostały 434 polskie wsie (według innych danych 476), często niszczone rozmyślnie w odwecie za opór stawiany przez polskie oddziały bądź jako represja za rzekomą działalność partyzantki. Tysiące cywilów zamieszkujących miejscowości znajdujące się na trasie niemieckiej ofensywy – starców, mężczyzn, kobiet i dzieci – zginęły w pożarach, od kul oraz granatów wrzucanych do domów i piwnic. Między innymi niemieccy żołnierze już w pierwszym dniu wojny doszczętnie spalili wsie Zimnowoda i Parzymiechy i zamordowali co najmniej 114 mieszkańców obu miejscowości (dane szacunkowe). W dniach 1–2 września Wehrmacht spacyfikował także wsie Torzeniec i Wyszanów w Wielkopolsce, mordując łącznie 61 osób. W dniach 3–4 września SS-mani z pułku Leibstandarte Adolf Hitler i żołnierze Wehrmachtu spalili Złoczew, gdzie zamordowano 200 osób (mieszkańców i uchodźców). W nocy z 5 na 6 września doszczętnie spalono Kajetanowice, gdzie z rąk żołnierzy niemieckiej 46. Dywizji Piechoty zginęło ok. 80 cywilów.
W fatalny sposób byli traktowani wzięci do niewoli żołnierze Wojska Polskiego. Ponad 3 tysiące polskich żołnierzy zginęło we wrześniu 1939 r. z dala od toczących się działań bojowych. Największe zbrodnie wojenne na jeńcach wojennych miały miejsce w Zakroczymiu (ok. 500 ofiar), Ciepielowie (ok. 300 ofiar śmiertelnych), Zambrowie (ok. 200 ofiar), Śladowie (ok. 300 ofiar), Uryczu (ok. 73-100 polskich jeńców wojennych spalonych żywcem), Szczucinie (ok. 95 ofiar), Serocku (ok. 66-84 ofiar), Boryszewie (50 ofiar), Majdanie Wielkim (42 ofiary) i wielu innych miejscowościach. Ponadto chaos w systemie jenieckim Wehrmachtu spowodował, iż dziesiątki tysięcy jeńców przez długi czas przetrzymywanych było w fatalnych warunkach, bez wystarczającego wyżywienia i opieki medycznej. Masowo rozstrzeliwano członków paramilitarnych Straży Obywatelskich, mimo iż walczyli oni zgodnie z konwencją haską.
Żołnierze Wehrmachtu brali aktywny udział w zbrodniach popełnianych na ludności polskiej i żydowskiej, jak również stanowili osłonę dla innych masowych mordów dokonywanych przez bojówki niemieckiego Selbstschutzu (złożone z przedstawicieli mniejszości niemieckiej) oraz przede wszystkim przez formacje SS oraz grupy operacyjne SD (osławione Einsatzgruppen), przydzielane jeszcze przed agresją na Polskę do każdej armii Wehrmachtu.
W trakcie kampanii wrześniowej Niemcy dopuścili się szeregu przestępstw i zbrodni na tle antysemickim. W zdobytych miejscowościach Wehrmacht, SS-Verfügungstruppe i Einsatzgruppen nagminnie dokonywały tzw. błyskawicznych pogromów, w trakcie których palono synagogi, rabowano lub rozbijano sklepy, a pochwyconych Żydów bito, upokarzano lub zmuszano do wyczerpującej pracy. Owe pogromy przekształcały się czasami w prawdziwe masakry, w trakcie których ginęły dziesiątki Żydów. Mordy na tle antysemickim miały miejsce m.in. w Będzinie (kilkaset ofiar), Błoniu (ok. 50 ofiar), Dynowie (co najmniej 200 ofiar), Końskich (22 ofiary), Krasnosielcu (ok. 50 ofiar) i Trzebini (ok. 50 ofiar). Do największej masakry doszło w Przemyślu, gdzie między 16 a 19 września funkcjonariusze Einsatzgruppen zamordowali co najmniej 500-600 Żydów.
Większość zbrodni w kampanii wrześniowej realizowana była w ramach operacji Tannenberg (niem. Unternehmen Tannenberg) – w czasie jej trwania, w okresie tzw. zarządu wojskowego trwającego od 1 września do 25 października 1939 r., zamordowano zdaniem Kazimierza Radziwończyka blisko 20 tysięcy obywateli polskich. Z kolei Szymon Datner, Jochen Böhler oraz historycy IPN oceniają, iż w okresie tym dokonano 714 egzekucji (311 z udziałem żołnierzy Wehrmachtu), w których życie straciło 16 336 Polaków i Żydów. 75% ofiar zostało rozstrzelanych już we wrześniu 1939 r.

## Podział okupowanych ziem polskich i niemiecki aparat terroru

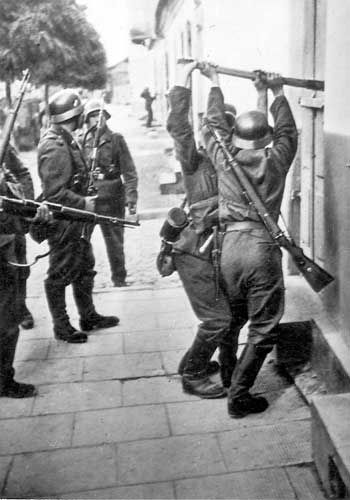
Żołnierze niemieccy włamujący się do domu w Poznańskiem – wrzesień 1939

Zbrodnie niemieckie przebiegały z różnym nasileniem w całym kraju, zgodnie ze stworzonymi ramami prawnymi i strukturą organizacyjną podbitego terytorium. Odpowiedzialność za nie ponoszą kolejno dowódcy wojskowi, w tym przede wszystkim naczelny dowódca wojsk lądowych na wschodzie, Gerd von Rundstedt, sprawujący władzę na mocy dekretów Adolfa Hitlera z 8 września i 25 września 1939. Oprócz niektórych organów niemieckiej administracji cywilnej, podlegali mu wszyscy dowódcy wojsk lądowych III Rzeszy. Po ustaniu tzw. zarządu wojskowego, w dniu 25 października 1939. Dekret Hitlera z 8 października 1939 włączał do Niemiec tereny polskiego Pomorza, Śląska, Wielkopolski, oraz części województw łódzkiego, warszawskiego i białostockiego. Obszar wcielony obejmował ponad 92 tys. km² i 9,5 miliona ludności polskiej.
Osobną jednostką administracyjną, o cechach parapaństwa, a w rzeczywistości będącym całkowicie zależnym od III Rzeszy terytorium, na którym stosowano masowy terror, rabunek surowców naturalnych, rolniczych, niewolniczą pracę przymusową oraz eksterminację całych grup etnicznych i narodowościowych, zostało na mocy dekretu Hitlera z 12 października 1939 (z mocą obowiązującą od 26 października), Generalne Gubernatorstwo, w którym władzę sprawował Hans Frank, bezpośrednio podległy Hitlerowi i sprawujący niemalże absolutną władzę ustawodawczą i wykonawczą za pomocą rozporządzeń.
Oba jednostronne akty prawne III Rzeszy były sprzeczne z ratyfikowaną przez Niemcy konwencją haską IV (1907), a jako nieważne w świetle prawa międzynarodowego nieuznawane przez państwa trzecie przez cały okres II wojny światowej.

## Intelligenzaktion

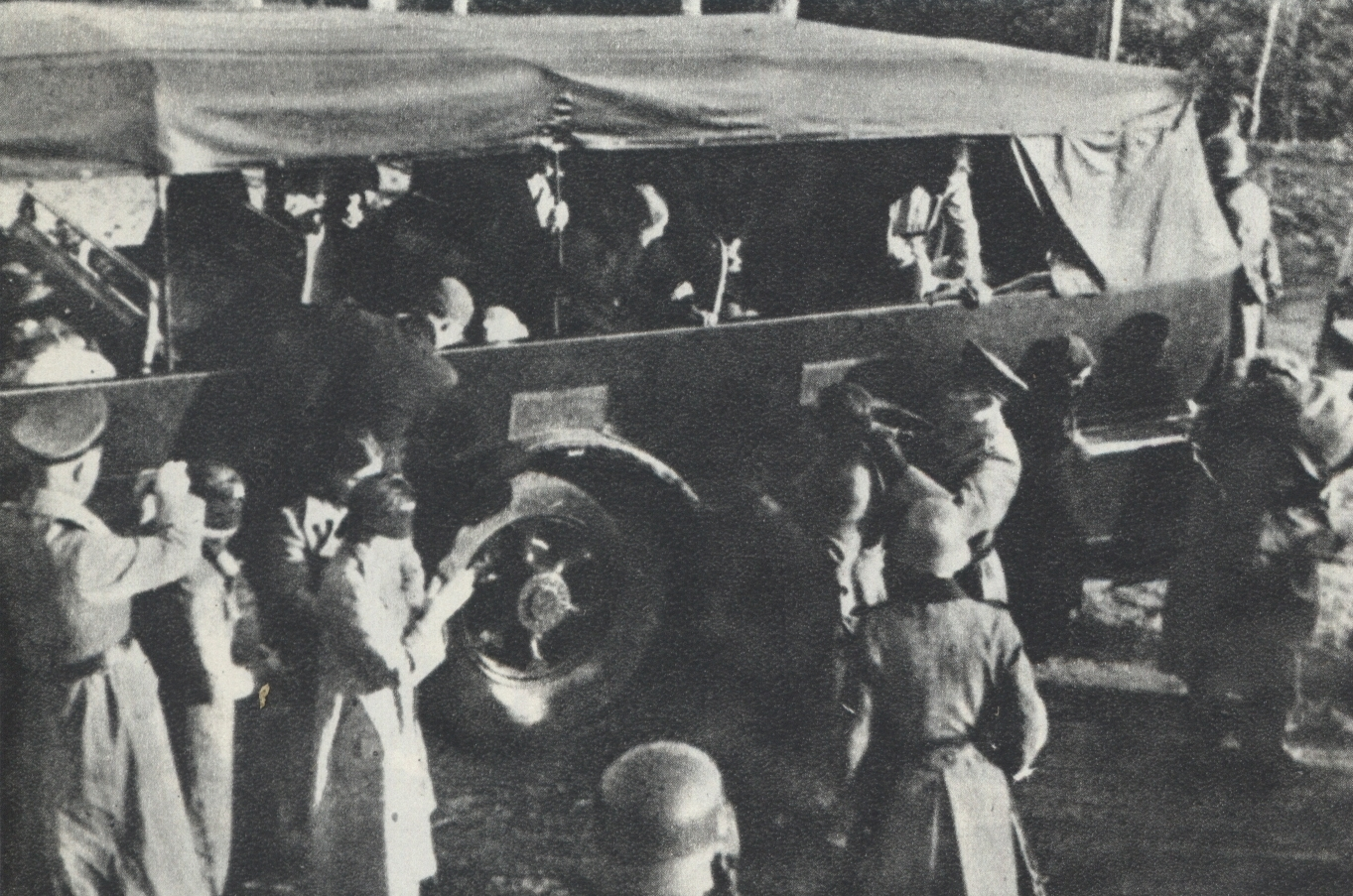
Zakładnicy w Palmirach przygotowywani do egzekucji

Na jesieni 1939, po zakończonych działaniach zbrojnych w kampanii wrześniowej, różne formacje niemieckie przystąpiły do realizacji tzw. „Akcji Inteligencja” (niem. Intelligenzaktion), trwającej z przerwami do 1943 roku, wymierzoną w polską elitę intelektualną. Akcja Inteligencja przebiegała z różnym nasileniem w poszczególnych rejonach okupowanej Polski, najwięcej zbrodni popełniono na Pomorzu (Intelligenzaktion na Pomorzu, ok. 30 tys. ofiar śmiertelnych), Wielkopolsce (Intelligenzaktion Posen, ok. 2 tys. ofiar), Mazowszu (Intelligenzaktion Masowien, ok. 6,7 tys. ofiar), Śląsku (Intelligenzaktion Schlesien, ok. 2 tys. ofiar), Łodzi (Intelligenzaktion Litzmannstadt, ok. 1,5 tys. ofiar), a także w tzw. akcjach specjalnych, z których największe to Akcja AB (Ausserordentliche Befriedungsaktion, ok. 3,5 tys. ofiar), Sonderaktion Krakau i Zweite Sonderaktion Krakau (ok. 187 ofiar, uczonych i pracowników naukowych z Uniwersytetu Jagiellońskiego), wymordowanie 27 uczonych ze Lwowa (mord profesorów lwowskich) oraz rozstrzelanie ok. 250 przedstawicieli inteligencji (głównie nauczycieli) w 1941 r. w Stanisławowie.
Łącznie, w wyniku „Akcji Inteligencja”, zginęło ok. 100 tys. Polaków, spośród których 50 tys. zamordowano w ramach tzw. „akcji bezpośredniej” (tj. rozstrzelano), a kolejne 50 tys. wysłano do obozów koncentracyjnych, gdzie przeżył jedynie znikomy procent. Najbardziej ucierpiały ziemie włączone do Rzeszy, gdzie zamordowano ok. 40 tys. osób, a dalszych 20 tys. wysłano do obozów koncentracyjnych.

## Masowe egzekucje

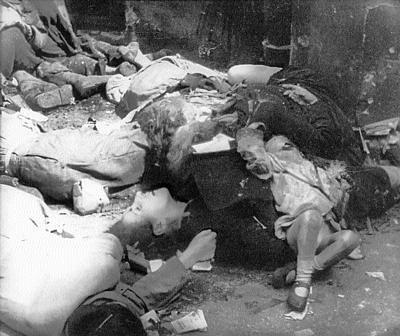
Polscy cywile zamordowani przez Niemców w czasie powstania warszawskiego, sierpień 1944

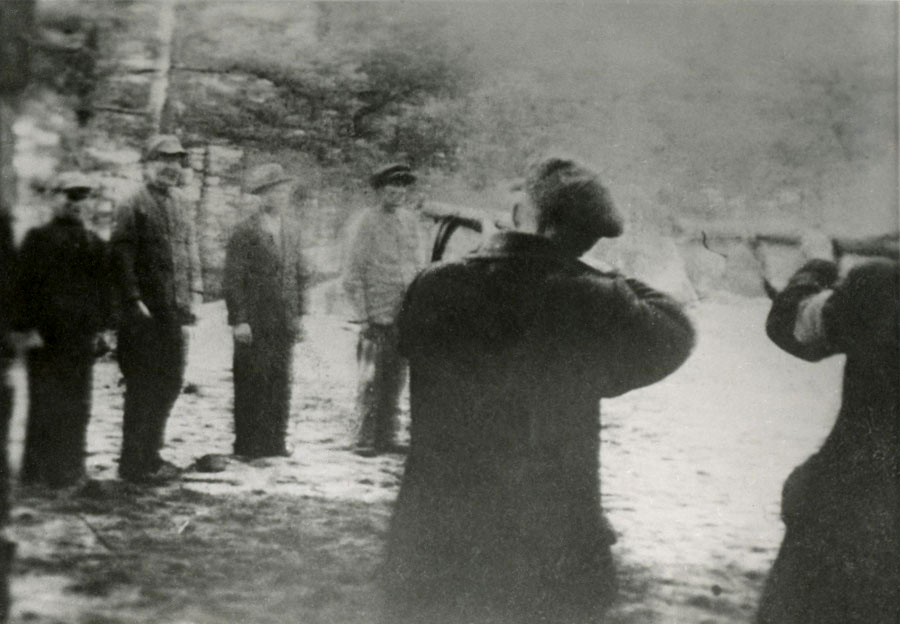
Masowa egzekucja w Piaśnicy

Polskie kobiety w drodze na egzekucję w Palmirach

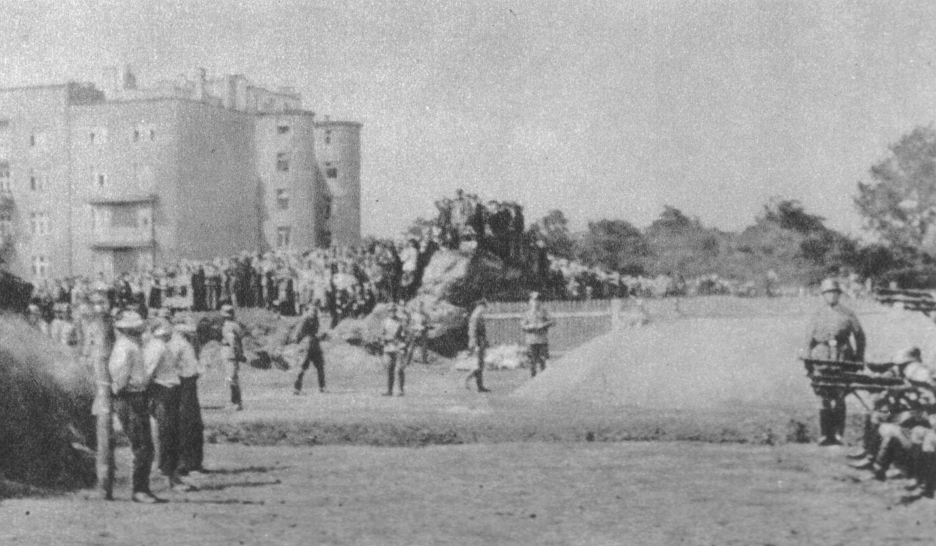
Publiczna egzekucja 10 Polaków, Sosnowiec 4 IX 1939

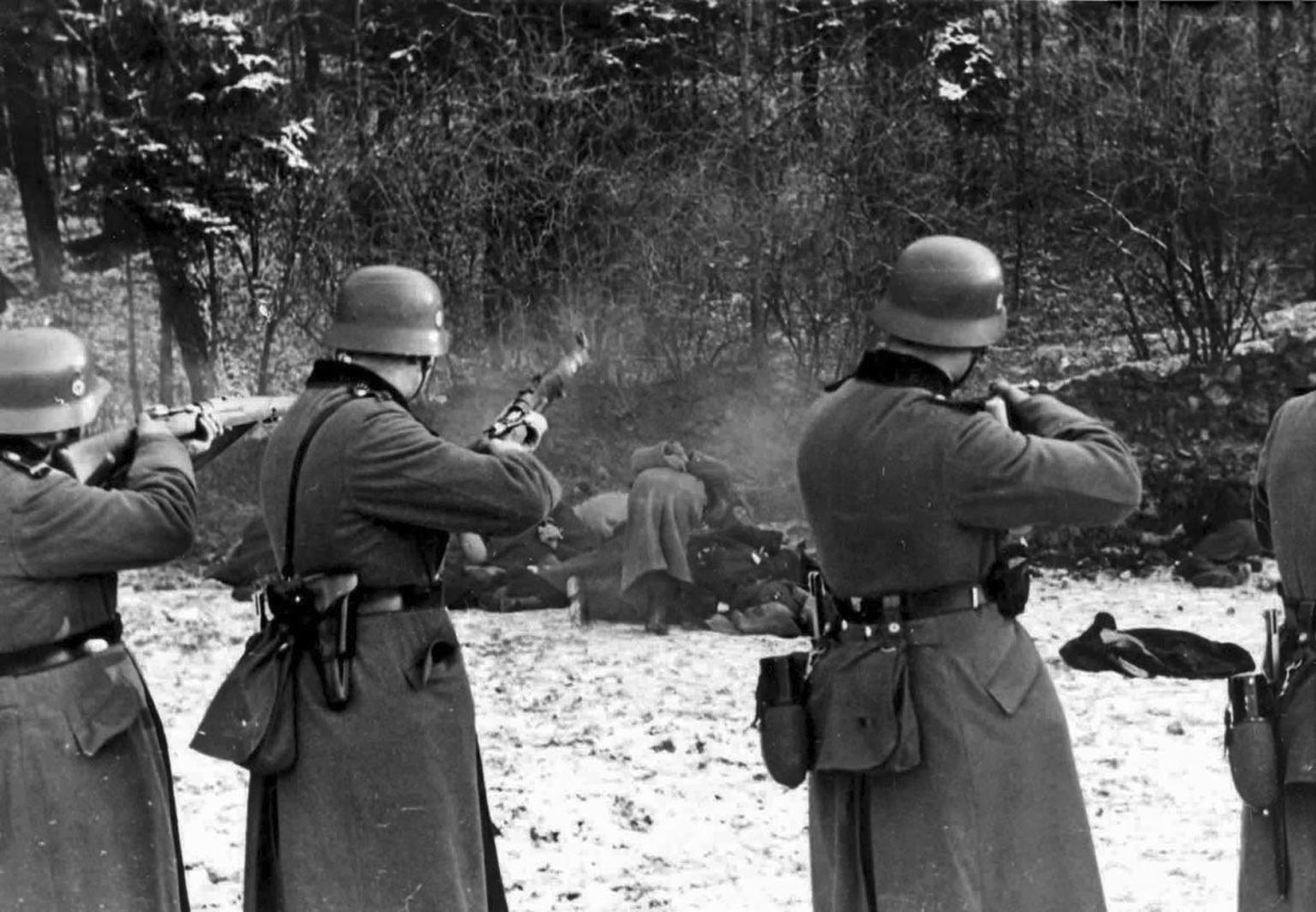
Zbrodnia w Bochni w dniu 18 XII 1939

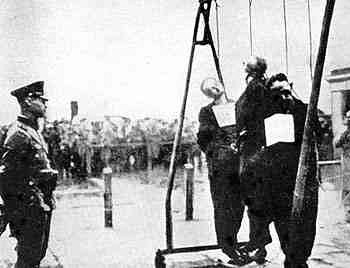
Jedna z wielu publicznych egzekucji w okupowanej Polsce

„Gdybym o każdych siedmiu rozstrzelanych Polakach chciał rozwieszać plakaty, to w Polsce nie starczyłoby lasów na wyprodukowanie papieru na takie plakaty” – Hans Frank wywiad generalnego gubernatora dla gazety Völkischer Beobachter, 6 lutego 1940

Elementem polityki terroru okupanta niemieckiego były masowe egzekucje, przeprowadzane w większości bez procesu sądowego, ze złamaniem prawa międzynarodowego. Egzekucje były metodą zastraszania społeczeństwa i osłabienia woli oporu. Oprócz celów eksterminacyjnych, służyły wymuszaniu uległości społeczeństwa wobec polityki okupanta. Odbywały się publicznie w miastach, poza nimi w miejscach odosobnionych, w sposób jawny lub potajemny, decyzją niemieckich władz administracyjnych i policyjnych.
Egzekucji dokonywano za czyny „antyniemieckie” (m.in. w Generalnym Gubernatorstwie określone i zagrożone karą śmierci w rozporządzeniu Hansa Franka z dnia 31 października 1939), oraz inne stopniowo wydawane w latach okupacji niemieckiej, przewidujące również karę śmierci, w tym za ukrywanie Żydów od 1942 roku. Często stosowano, wbrew prawu międzynarodowemu, zasadę odpowiedzialności zbiorowej. Kara śmierci stosowana była także za pomoc jeńcom wojennym, partyzantom i zbiegom z obozów niemieckich. W Generalnym Gubernatorstwie kara śmierci wymierzana była również za przestępstwa pospolite i wykroczenia gospodarcze, np. rolnikom za niedostarczenie przymusowych kontyngentów (dostaw płodów rolnych).
Egzekucje masowe z zastosowaniem odpowiedzialności zbiorowej były złamaniem prawa międzynarodowego, w szczególności artykułu 50 konwencji haskiej, stanowiącego iż „żadna zbiorowa kara pieniężna lub inna nie może być nałożoną na ludność za postępki jednostek, za które nie można jej czynić solidarnie odpowiedzialną”. Powszechne było branie zakładników i ich późniejsze mordowanie, za czyny wymierzone przeciwko Niemcom – regułą było rozstrzeliwanie co najmniej 20 zakładników za akcję sabotażową lub zamach na Niemca, 50 zakładników za zamach na niemieckiego urzędnika i 100-150 Polaków za akcję dywersyjną na pociąg.
Miejscami największego nasilenia egzekucji masowych w Polsce były:
- Okolice Warszawy – egzekucje mieszkańców stolicy Niemcy przeprowadzali początkowo w miejscach takich jak: ogrody sejmowe przy ul. Wiejskiej; Las Kabacki; Szwedzkie Góry na terenie Bemowa; Las Sękociński koło Magdalenki; Lasy Chojnowskie koło Stefanowa; Laski, Wydmy Łuże i Wólka Węglowa na obrzeżach Kampinosu; a przede wszystkim – osławione Palmiry. Od wiosny 1943 polskich więźniów politycznych masowo mordowano natomiast w ruinach getta warszawskiego. Ponadto między październikiem 1943 a lutym 1944 okupanci przeprowadzili w Warszawie szereg egzekucji ulicznych. Łączna liczba ofiar tzw. egzekucji pierścienia warszawskiego oceniana jest na 32 tys.[35]

- Pomorze Gdańskie – w szczególności Lasy Piaśnickie w pobliżu Wejherowa (12 tys.-14 tys. ofiar), Mniszek pod Świeciem (10 tys. ofiar), Las Szpęgawski w pobliżu Starogardu Gdańskiego (5 tys.-7 tys. ofiar), Lasy Karolewskie (4 tys.-10 tys. ofiar), Radzim koło Kamienia Krajeńskiego (do 5 tys. ofiar), Bydgoszcz i okolice (około 5 tys. ofiar), Klamry w pobliżu Chełmna (2 tys.-2,5 tys. ofiar), Łopatki pod Wąbrzeźnem (2 tys.-2,5 tys. ofiar), Pola Igielskie („Dolina Śmierci”) w pobliżu Chojnic (2 tys. ofiar), Rypin oraz okoliczne lasy (1,45 tys.-2 tys. ofiar), Barbarka pod Toruniem (0,6 tys.-1,2 tys. ofiar), Małe Czyste w pobliżu Chełmna (800 ofiar), Rudzki Most koło Tucholi (560 ofiar), okolice Skarszew (ok. 400 ofiar), okolice Grudziądza (co najmniej 300 ofiar), Paterek w pobliżu Nakła (ponad 200 ofiar), Płutowo w okolicach Chełmna (200 ofiar), Otorowo w pobliżu Solca Kujawskiego (kilkaset ofiar), Kaliska i Sarni Dwór pod Kartuzami (200 ofiar), okolice Łobżenicy (ok. 200 ofiar), Buszkowo i Srebrnica pod Koronowem (ok. 150 ofiar), Bratian w pobliżu Nowego Miasta Lubawskiego (150 ofiar), Las Zajączek pod Skórczem (do 150 ofiar). W tym regionie największe nasilenie egzekucji nastąpiło w okresie: wrzesień 1939 – styczeń 1940, a główną rolę odegrały w nich paramilitarne formacje Selbstschutzu oraz jednostki Einsatzgruppen[36].
- Okolice Nowego Sącza (Cmentarz Żydowski przy ul. Tarnowskiej, ok. 25 tys. ofiar, Żydów i Polaków), Ciechanowa, Giełczyna (Las Giełczyński, ok. 12 tys. pomordowanych), Białegostoku (Las Wilczy Grunt, ok. 16 tys. ofiar), Zakopanego, Lublina (Lasy krępieckie, ok. 30 tys. ofiar), Zamościa (Rotunda Zamojska, ok. 8 tys. ofiar), Lwowa, Stanisławowa, Równego, Wilna, Grodna, Kielc, w pobliżu dwóch miejscowości koło Radomia, Firleja i Wincentowa, rozstrzelano w latach 1940–1945 ok. 12 tys.[37] ludzi, dalsze 18–23 tys.[38] zamordowano w niemieckich Zakładach Metalowych HASAG (IG Farben w Skarżysku-Kamiennej), Tarnowa (m.in. las Buczyna w Zbylitowskiej Górze, ok. 8 tys. ofiar), Łodzi (Lasy lućmierskie, ok. 11 tys. zamordowanych), Oborniki pod Poznaniem (Lasy Rożnowskie, ok. 12 tys. ofiar) oraz Zbrodnia w Bochni.
- W Ponarach pod Wilnem okupanci niemieccy wraz z ochotniczymi oddziałami litewskimi Ypatingasis būrys, dokonali masowych egzekucji 100 tys.[1] ludzi. Wśród pomordowanych znajdowało się od 56 tys.[39] do 70 tys.[1] Żydów oraz od kilkunastu tysięcy[39], do 20 tys.[40] Polaków.
- Jawne egzekucje publiczne – dokonywane na oczach przymusowo spędzonej ludności, np. w Olkuszu (Krwawa środa w Olkuszu).
- Masowe mordy podczas tłumienia powstania warszawskiego – do których dochodziło przede wszystkim na warszawskiej Woli (Rzeź Woli, ok. 65 tys. ofiar), Ochocie (pacyfikacja Ochoty, ok. 10 tys. ofiar) oraz w Śródmieściu Południowym (egzekucje w „dzielnicy policyjnej”, od 5 tys. do 10 tys. ofiar[41]). Na mniejszą skalę do zbiorowych egzekucji dochodziło ponadto w części północnego Śródmieścia (w rejonie pl. Teatralnego, w Halach Mirowskich, na Powązkach), jak również na Starym Mieście, Mokotowie, Powiślu, Górnym Czerniakowie i Marymoncie[42].

## Pacyfikacje wsi

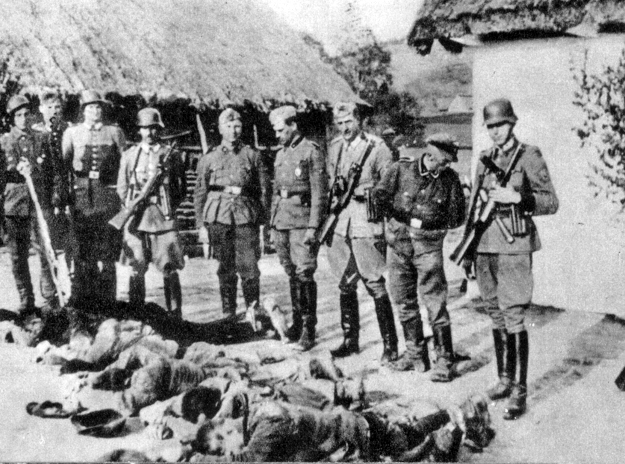
Zamordowani polscy rolnicy 1943

Jedną z form egzekwowania przez Niemców zasady odpowiedzialności zbiorowej były ekspedycje karne, specyficznie kolonialna metoda działania, która była stosowana niemal wyłącznie na terenach wiejskich. Jedną z odmian ekspedycji karnych były pacyfikacje wsi, polegające na mordowaniu ludzi na miejscu i paleniu zabudowań, połączone często z innymi formami przemocy. W większości przypadków pacyfikacje były odwetem za działalność ruchu oporu (zwłaszcza za zamachy na Niemców dokonane w pobliżu wsi), w tym głównie za pomoc udzielaną przez mieszkańców wsi podziemiu niepodległościowemu, ukrywanie Żydów i zbiegłych jeńców wojennych, niewywiązywanie się mieszkańców z dostaw obowiązkowych kontyngentów, unikanie wywózek na roboty do Rzeszy itp. Akcje pacyfikacyjne, wymierzone w ludność wsi polskich, prowadzone były przez oddziały SS, Wehrmacht oraz inne niemieckie formacje policyjne. Niektóre wsie niszczono przy użyciu artylerii i lotnictwa. Niekiedy stosowano także zakaz osiedlania się wokół zniszczonych wsi.
Największe nasilenie akcji pacyfikacyjnych miało miejsce podczas operacji wymierzonych w oddziały partyzanckie Henryka Dobrzańskiego „Hubala” (w kwietniu 1940 na Kielecczyźnie), podczas akcji wysiedleńczej na Zamojszczyźnie (od jesieni 1942 do końca 1943) oraz akcji przeciwpartyzanckich prowadzonych przez Niemców na Lubelszczyźnie, Kielecczyźnie i Białostocczyźnie (1943–1944). W zależności od przyjętej metodologii historycy przedstawiają różną liczbę polskich wsi, spacyfikowanych przez Niemców i ich kolaborantów w latach 1939–1945. Mauzoleum Martyrologii Wsi Polskiej w Michniowie podaje informację, iż w trakcie II wojny światowej spacyfikowano 817 miejscowości znajdujących się w obecnych granicach Polski. W ocenie Andrzeja Jankowskiego, na terytorium Polski (bez Kresów Wschodnich) miało miejsce ponad 800 niemieckich pacyfikacji, w tym 84 takich, w których zniszczona została w całości lub w większej części zabudowa i wymordowani czy to wszyscy mężczyźni, czy też cała ludność, bez względu na wiek i płeć. Z kolei dr Janusz Gmitruk, Dyrektor Muzeum Historii Polskiego Ruchu Ludowego w Warszawie, podaje, iż w latach 1939–1945 ponad 10 tysięcy polskich wsi zostało dotkniętych różnymi formami niemieckich represji, z czego w około 900 miejscowościach zamordowano od kilku do kilkuset mieszkańców. W liczbach tych należy uwzględniać 434 (według innych źródeł 476) wsie spalone przez różne formacje niemieckie (Wehrmacht, Selbstschutz, Freikorps, Luftwaffe i policję niemiecką) w czasie kampanii wrześniowej roku 1939.
Miejsca największych pacyfikacji, do których doszło na terenach znajdujących się w obecnych granicach Polski to: Borów i sąsiednie wsie w Lasach Janowskich (od 0,8 tys. do 1,3 tys. ofiar), Aleksandrów (579 ofiar), Lipniak-Majorat (448 ofiar), Skłoby (265 ofiar), Krasowo-Częstki (257 ofiar), Józefów Duży (217 ofiar), Michniów (204 ofiary), Smoligów (ok. 200 ofiar), Złoczew (ok. 200 ofiar), Sochy (około 180 ofiar), Kitów (164 ofiary), Poturzyn (162 ofiary), Jamy (152 ofiary), Rajsk (149 ofiar), Wanaty (108 ofiar), Olszanka (103 ofiary), Jabłoń-Dobki (93 ofiary), Skałka Polska (93 ofiary), Różaniec (89 ofiar), Szarajówka (co najmniej 58 ofiar). Z wielu przyczyn nieznana pozostaje wciąż liczba wsi spacyfikowanych przez Niemców lub ich kolaborantów na Kresach Wschodnich. Historycy zazwyczaj podają, iż było ich „bardzo wiele”. Miejsca największych pacyfikacji, do których doszło na ziemiach kresowych to: Huta Pieniacka (0,6 tys. do 1,5 tys. ofiar), Chodaczków Wielki (862 ofiary), Palikrowy (365 ofiar), Jezierce (ok. 360 ofiar), Szaulicze (336 ofiar).

## Mordowanie chorych psychicznie
Zgodnie z założeniami nazistowskiej polityki rasowej, dokonywano zbrodni na osobach uznanych za „małowartościowych”, w szczególności ułomnych i psychicznie chorych. Zbrodnia ta była określana przez okupanta niemieckiego eufemizmem „eutanazja”, który służył zamaskowaniu rzeczywistych celów eksterminacyjnych, popełnionych na tysiącach chorych. W nazistowskich Niemczech wymordowanie psychicznie chorych przeprowadzono w ramach Akcji T4, realizowanej także na terytorium okupowanej Polski. W Polsce wymordowano kilkanaście tysięcy umysłowo chorych osób polskiej narodowości, w tym ok. 10 tys. na ziemiach wcielonych do Rzeszy, z czego ok. 6 tys. w Kraju Warty.
Największych morderstw dokonano m.in. w następujących polskich miejscowościach:
- Chełm Lubelski – w styczniu 1940 (ok. 440-500 ofiar śmiertelnych, pacjentów szpitala psychiatrycznego).
- Państwowy Zakład dla Umysłowo i Nerwowo Chorych w Kobierzynie, w 1942, zagłodzono na śmierć część pacjentów, część pacjentów rozstrzelano na miejscu lub otruto, reszta została wysłana do obozu koncentracyjnego w Auschwitz; w sumie zamordowano 1000 pacjentów.
- Zakład w Choroszczy pod Białymstokiem – w 1941, 464 ofiar zakładu dla umysłowo chorych.
- Dziekanka koło Gniezna – od 7 grudnia 1939 r. do 12 stycznia 1940 r. SS-mani z tzw. Sonderkommando Lange zamordowali 1201 pacjentów, używając w tym celu specjalnego samochodu-komory gazowej. W następnych latach pacjentów ze szpitala w Dziekance uśmiercał już na miejscu zatrudniony tam personel. Chorym podawano w nadmiernych ilościach: Luminal, Skopolamine, Chloralhydral i inne środki. W Dziekance mordowano również niemieckich pacjentów przywiezionych z głębi Rzeszy[52].
- Kocborowo (Starogard Gdański), Wojewódzki Szpital dla Psychicznie Chorych „Kocborowo” – w latach 1939–1944 Niemcy zamordowali 2842 chorych, z czego 1680 zostało rozstrzelanych lub zabitych śmiertelnymi zastrzykami przez SS-manów z tzw. Wachsturmbann „Eimann” w Lesie Szpęgawskim k. Starogardu Gdańskiego (wrzesień 1939 – styczeń 1941). Kolejny okres akcji eksterminacyjnej obejmował lata 1942–1944, wówczas na skutek celowego przedawkowania Luminalu zamordowano m.in. ok. 500 upośledzonych dzieci[52].
- Świecie, Krajowy Zakład Psychiatryczny – we wrześniu i październiku 1939 r. Niemcy z Wachsturmbann „Eimann” zamordowali ok. 1,7 tys. pacjentów[53] (w tym 120 dzieci) wraz z dyrektorem szpitala, dr Józefem Bednarzem. Ofiary rozstrzeliwano w Mniszku pod Świeciem lub w Lesie Szpęgawskim[52].
- Chojnice, filia zakładu w Kocborowie – 216 pacjentów rozstrzelano jesienią 1939 r. w chojnickiej „Dolinie śmierci”[54].
- Lasy Piaśnickie – wiosną 1940 r. zamordowano tam ok. 2 tys. chorych, których przywieziono z niemieckich zakładów psychiatrycznych w Stralsundzie, Ueckermünde, Altentreptow i Lęborku[55].
- Zakład Psychiatryczny „Kochanówek” koło Łodzi – w dniach 13–15 marca 1940 około 1,5 tys. pacjentów wywieziono i zagazowano w lasach w okolicach Lućmierza i Zgierza, używając w tym celu samochodu-komory gazowej. W marcu 1941 ze szpitala wywieziono i uśmiercono dalszych 700 chorych, w tym kilkadziesiąt dzieci. Podobnie postąpiono z chorymi, starcami, dziećmi ociemniałymi, niedorozwiniętymi i kalekami z Miejskich Zakładów Opiekuńczych w Łodzi[52].
- Kościan, Wojewódzki Szpital Neuropsychiatryczny im. Oskara Bielawskiego – pomiędzy 15 a 22 stycznia 1940 roku, wymordowano 534[56] pacjentów poprzez zagazowanie.
- Obrzyce-Międzyrzecz – w latach 1942–1945, wymordowano od 10 tys.[57] do 13 tys.[58] umysłowo chorych, w przeważającej części Niemców[51][57], przywiezionych z różnych szpitali znajdujących się na terenie Niemiec.
- Owińska koło Poznania – w 1939 zamordowano wszystkich chorych w liczbie 1,1 tys. osób, w tym 70 dzieci[51]. Chorych gazowano w bunkrze na terenie poznańskiego Fortu VII[52].
- Warta – w dniach 2–4 kwietnia 1940 z tamtejszego szpitala psychiatrycznego wywieziono i uśmiercono w lasach, w okolicy wiosek Włyń i Rossoszyca, 499 pacjentów. Do uśmiercenia chorych użyto samochodu–komory gazowej. Wśród pomordowanych byli Polacy, Żydzi, Rosjanie, Niemcy i osoby o nieznanej narodowości[52].
- Zakład dla Nerwowo i Psychicznie Chorych Żydów tzw. Zofiówka koło Otwocka – w 1943, wymordowano ok. 100 Żydów, pacjentów szpitala.
- Zakład w Lublińcu na Górnym Śląsku – w latach 1942–1944, mordowano zdrowe dzieci (ok. 221) z niewielkim stopniem upośledzenia (ocenianym m.in. na podstawie rygorystycznych testów na inteligencję), zastrzykami dużych dawek luminalu.

## Wyniszczanie społeczeństwa

### Wysiedlanie ludności

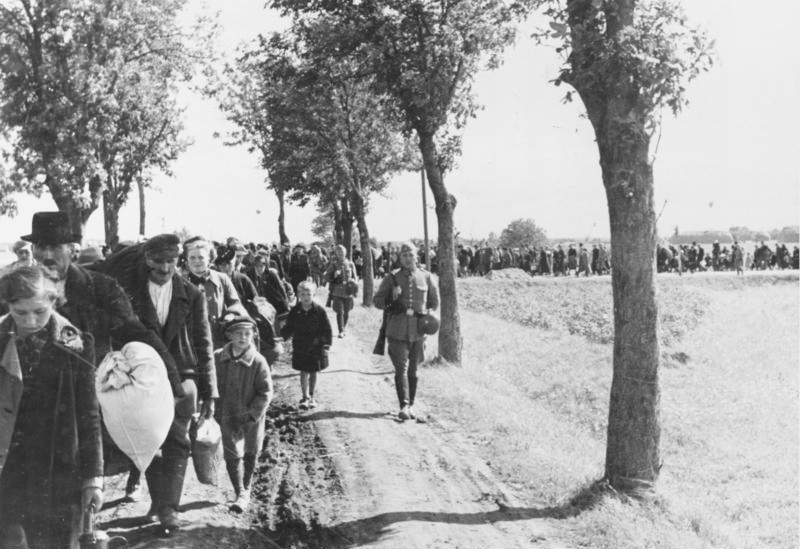
Wypędzanie Polaków z Wielkopolski bezpośrednio po zakończeniu działań wojennych, jesień 1939

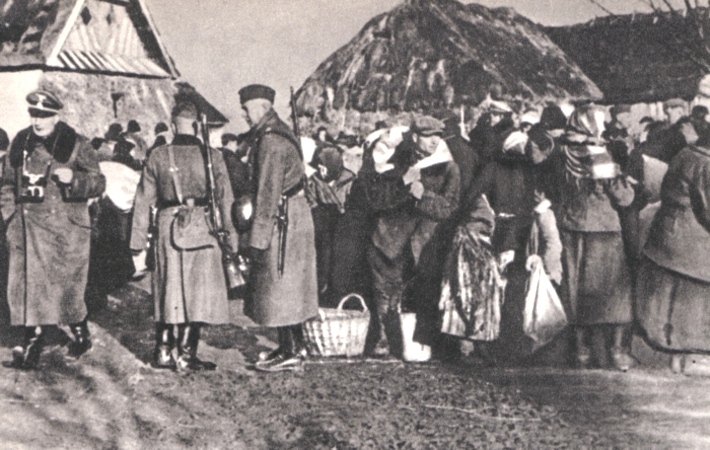
Polscy rolnicy wysiedlani z Zamojszczyzny, zima 1942/1943

Wyniszczaniu społeczeństwa polskiego służyły m.in. masowe wysiedlenia ludności. W październiku 1939 administracja niemiecka podjęła decyzję o wysiedleniu od 700 tysięcy Polaków z Wielkopolski i Pomorza Gdańskiego. W tym celu utworzono 11 grudnia 1939 specjalny Urząd do Spraw Wysiedlania Polaków i Żydów, z siedzibą w Poznaniu. Plany wysiedleń z tych rejonów zrealizowano całkowicie w latach 1939–1940, 750 tys. ogólnej liczby wysiedlonych pochodziło z ziem wcielonych do Rzeszy, terenów Śląska, Wielkopolski i Pomorza. Spośród wysiedlonej ludności część wysłano na roboty przymusowe do Rzeszy. Wysiedlenia odbywały się w ciężkich warunkach pogodowych, w większości podczas dużych mrozów, a przesiedlaną ludność gromadzono w nieopalanych lokalach obozów przejściowych, transport odbywał się w wagonach towarowych w dużym zagęszczeniu. W ciężkich warunkach umierało podczas takich wysiedleń wiele osób, zwłaszcza dzieci.
W latach 1940–1941 wysiedlono w celu uzyskania terenów na ćwiczenia wojskowe ok. 170 tys. ludzi z okolic Radomia, Dębicy i Lublina. Podczas wielkiej akcji przesiedleńczej na Zamojszczyźnie (1942–1943), gdzie przesiedlenia z 297 wsi objęły 110 tys. osób, w tym 30 tys. dzieci (4,5 tys. wywieziono w celach germanizacyjnych do Niemiec), wiele zmarło w czasie transportu. Wielu dorosłych skierowano w celach eksterminacji do obozów koncentracyjnych w Auschwitz i Majdanku.
Ostatnią wielką akcją wysiedleńczą władz Trzeciej Rzeszy było wygnanie w 1944 r. od 500 do 550 tysięcy mieszkańców Warszawy oraz około 100 tysięcy osób z miejscowości podwarszawskich, dokonane w trakcie, oraz po zakończeniu powstania warszawskiego.
Ogółem, w latach 1939–1945, okupanci niemieccy wysiedlili przymusowo ok. 2,478 mln Polaków.

### Praca niewolnicza

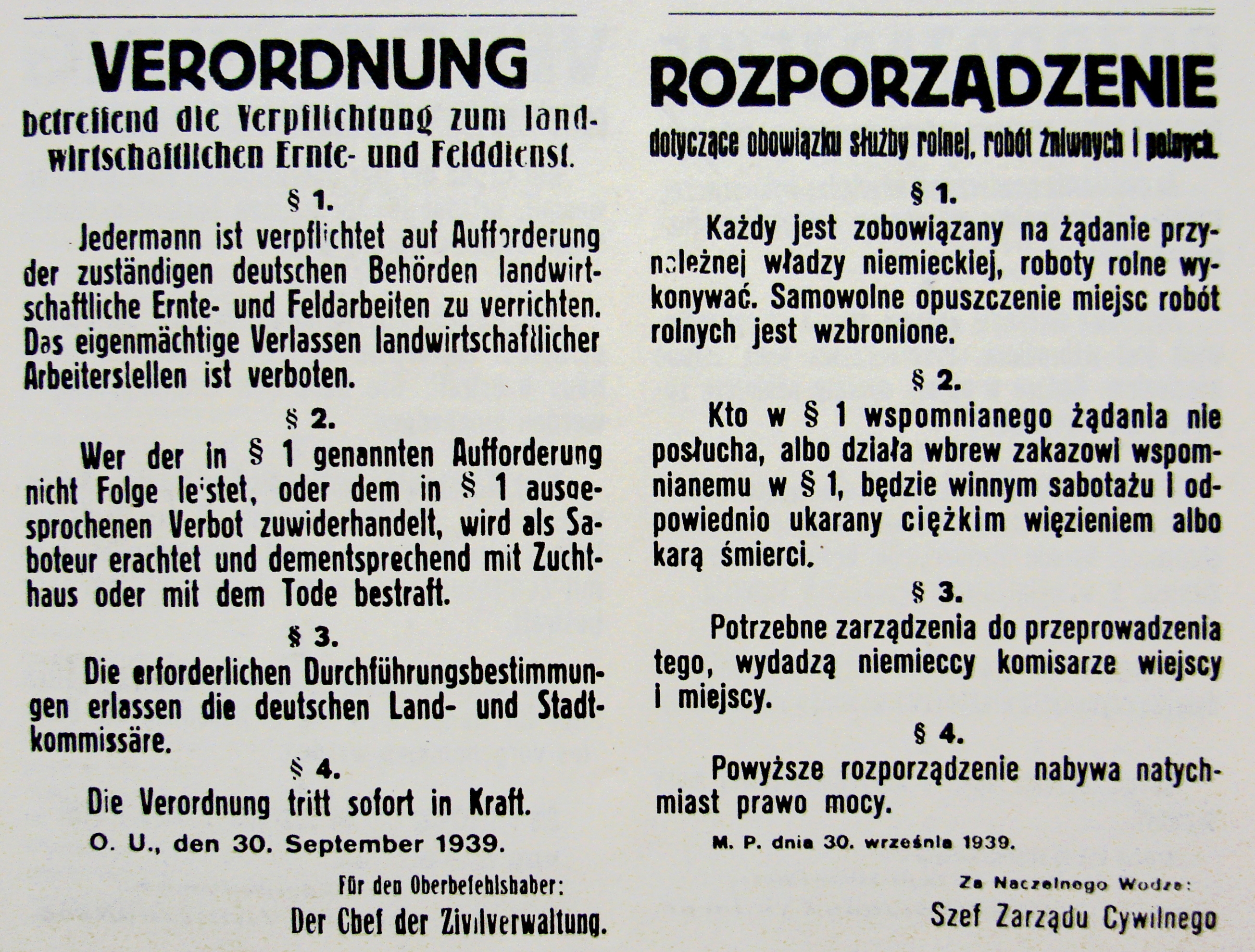
„Rozporządzenie obowiązku służby rolnej, robót ziemnych i polnych” z dnia 30 września 1939 roku przewidujące karę śmierci za uchylanie się od pracy.

Praca niewolnicza była szeroko wykorzystywana w okupowanej Polsce zarówno jako element eksploatacji gospodarczej, jak i wyniszczenia biologicznego (m.in. jako forma eksterminacji pośredniej w obozach pracy, wyniszczenie przez pracę). Administracyjnie wprowadzono obowiązek pracy, lub organizowano obławy na ludzi zwane „łapankami”, w których zatrzymaną ludność kierowano do przymusowych robót do Rzeszy, obozów koncentracyjnych oraz więzień. Z ziem wcielonych do Rzeszy wywieziono kilkaset tysięcy osób do pracy przymusowej, natomiast z Generalnego Gubernatorstwa ok. 1,3 mln (w tym ok. 700 tys. młodocianych, oraz niejednokrotnie 12-letnie dzieci).
Od lata 1942 wprowadzono stan wyjątkowy w okresie żniw (niem. Ernteausnahmezustand) trwający od połowy lipca do drugiej dekady grudnia, do których zatrudniono pochwyconych robotników z łapanek w majątkach ziemskich zarządzanych przez Niemców (niem. Liegenschaft). Rozporządzenie o stanie wyjątkowym w czasie żniw przewidywało od 1943 roku karę śmierci w czasie jego trwania dla osób złośliwie uchylających się od pracy, nieoddających kontyngentów, dokonujących nielegalnego uboju zwierząt hodowlanych, niszczących produkty rolne i hodowlane oraz nawołujących do tych czynów.
Polacy zatrudniani byli w zakładach należących do spółek niemieckich i przedsiębiorstw państwowych (np. IG Farben, koncern Kruppa, Siemens, Messerschmitt, Thyssen, Rochling, AEG, Hermann-Göring-Werke itp.). Zatrudniano przymusowo przy budowie obiektów strategicznych, fortyfikacji, pracach pomocniczych dla Wehrmachtu, kamieniołomach, rolnictwie czy oddziałach Organizacji Todt. Przedsiębiorstwa niemieckie korzystały swobodnie z zasobów więźniów obozów koncentracyjnych, czerpiąc z tego ogromne zyski, liczone w miliardach marek niemieckich.
Polska stanowiła jedyny kraj w okupowanej Europie, w którym zastosowano na taką skalę pracę przymusową (w szczytowym momencie wykorzystywania pracy przymusowej w III Rzeszy pracowało ogółem 7,1 mln robotników przymusowych i najemnych z całej Europy). Potencjał polskiej pracy przymusowej wykonanej dla III Rzeszy oszacowano w 1946 na 32,6 mln lat roboczych.
Ogółem na roboty przymusowe poza granice Polski wywieziono ponad 2,841 mln Polaków, ponadto 300 tys. polskich jeńców wojennych, pozbawionych administracyjnie statusu jeńca, co daje łączną liczbę 3,141 mln Polaków wywiezionych do pracy przymusowej w Niemczech.
W latach 1943–1945 niemowlęta i dzieci polskich robotnic przymusowych kierowane były do zakładów dla dzieci robotnic zagranicznych, gdzie śmiertelność przekraczała czasami 50%. Na mocy specjalnych rozporządzeń, kobiety zmuszano do aborcji, natomiast wybrane dzieci, uznane za nadające się pod względem rasowym do zniemczenia, przekazywano odpowiednim instytucjom lub niemieckim rodzinom.

## Zagłada Żydów

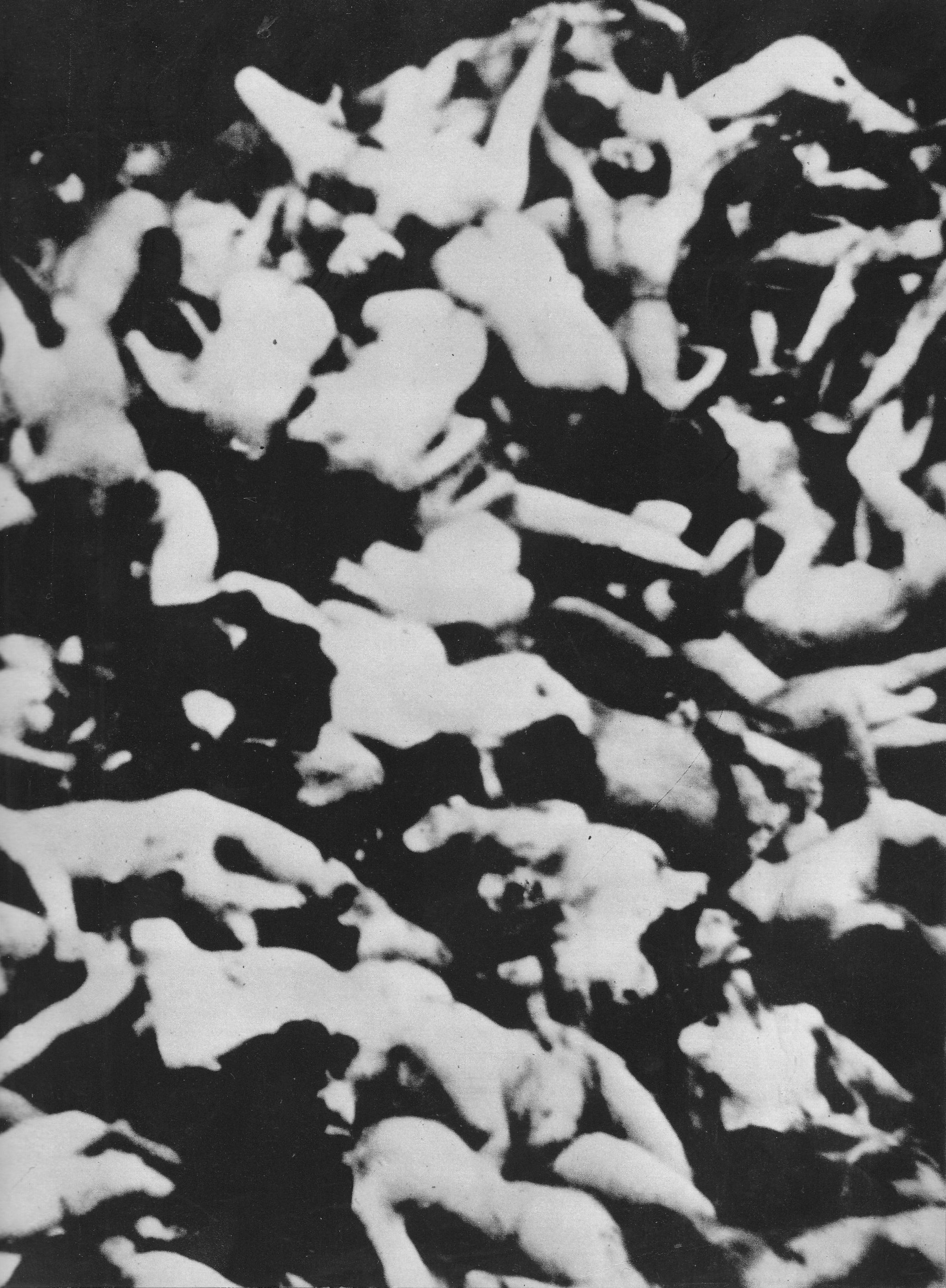
Ciała ofiar zagazowanych w komorach gazowych w obozie zagłady w Treblince

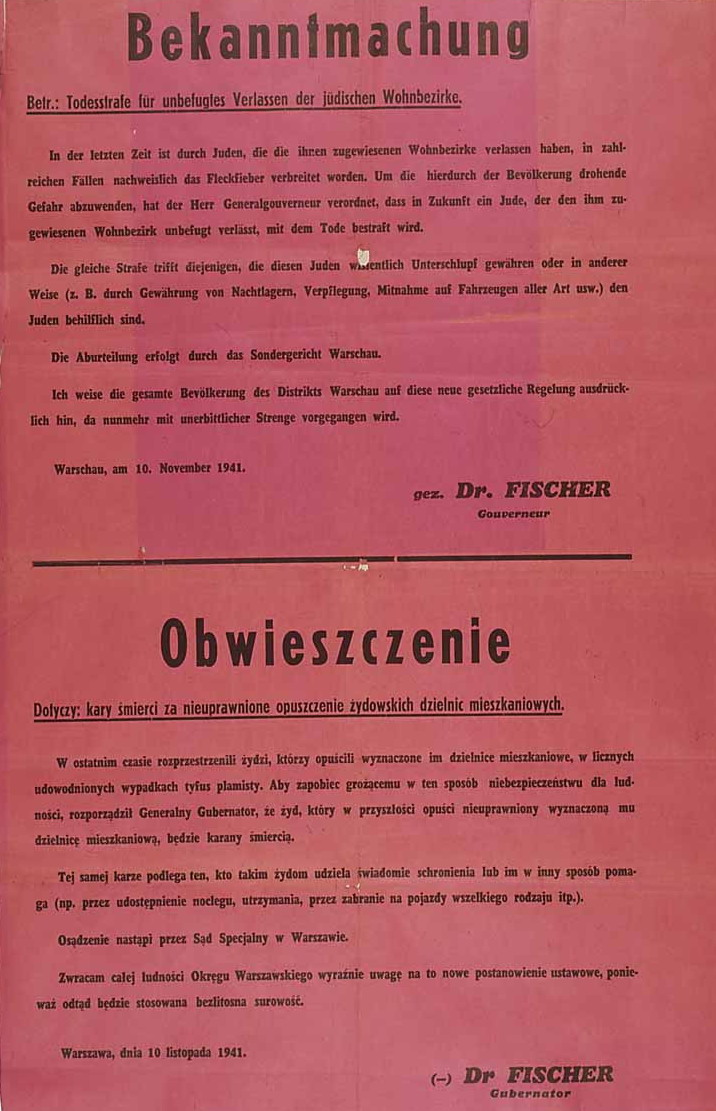
Obwieszczenie gubernatora Fischera – kara śmierci dla Żydów opuszczających getto warszawskie i dla Polaków za jakąkolwiek pomoc Żydom, Warszawa 1941

W latach 1939–1945 Niemcy prześladowali Żydów, których obok Polaków, Cyganów i innych narodów uważali, zgodnie ze zbrodniczymi założeniami rasistowskiej polityki narodowego socjalizmu, za podludzi, podejmując przeciwko nim represyjne działania. Obejmowały one całkowite wysiedlenie z terenów włączonych do Rzeszy (m.in. Kraju Warty) do Generalnego Gubernatorstwa, konfiskaty mienia i eksploatację siły roboczej, zamknięcie w gettach, obozach pracy i w końcu wymordowanie w obozach zagłady. Jednym z pierwszych aktów dyskryminacji na tle rasowym był bezwzględny nakaz noszenia opaski z gwiazdą Dawida, wprowadzony w celu upokorzenia i wyodrębnienia od reszty społeczeństwa. Dodatkowo wprowadzano kolejne restrykcje dla ludności żydowskiej, oprócz konfiskaty mienia wprowadzono także zakaz pracy w instytucjach publicznych, ograniczenie swobody przemieszczania się oraz zakaz korzystania ze środków komunikacji publicznej, zakaz opuszczania gett żydowskich pod karą śmierci.
W czasie trwania II wojny światowej w Polsce, jako jedynym kraju w okupowanej przez Niemcy Europie, groziła kara śmierci za ukrywanie, pomoc, a nawet dostarczanie żywności Żydom.
Utworzenie pierwszych gett dla ludności żydowskiej nastąpiło w 1939 (Piotrków), następnie w Łodzi (w lutym 1940), w Warszawie (październiku 1940). Na terenie całego kraju utworzono ogółem 500 gett dla Żydów polskich, w których stworzono ludobójcze warunki bytowania oraz bardzo duże zagęszczenie, śmiertelności sprzyjały szczególnie brak żywności (ok. 400 kalorii dziennie, a od pewnego okresu jedynie 183 kalorie), i leków (co powodowało dużą liczbę ofiar np. epidemii tyfusu i czerwonki). Tylko w getcie warszawskim w okresie 1940–1942 zmarło z głodu i chorób 100 tys. Żydów, niejednokrotnie na skutek głodu zdarzały się przypadki kanibalizmu. Getta dla Żydów likwidowano systematycznie w latach 1942–1944, wywożąc ludzi do obozów koncentracyjnych i obozów zagłady, gdzie byli uśmiercani w komorach gazowych i ograbiani.
O wymordowaniu wszystkich Żydów zdecydowali Niemcy na konferencji w Wannsee, na której zaakceptowano realizację zadań Głównego Urzędu Bezpieczeństwa Rzeszy w sprawie tzw. ostatecznego rozwiązania kwestii żydowskiej (niem. Endlösung), dotyczącej zamiarów całkowitego unicestwienia Żydów jako narodu.
W Generalnym Gubernatorstwie zagłada Żydów rozpoczęła się pod kryptonimem akcja Reinhard (niem. Aktion Reinhard). Ludność żydowską wywieziono do obozów zagłady w Bełżcu, Sobiborze, Majdanku i Treblince w 1942, gdzie następnie wymordowano 1,28 mln Żydów z 4 dystryktów Generalnego Gubernatorstwa, 530 tys. Żydów z dystryktu Galicja (włączony do GG 1 sierpnia 1941), 130 tys. Żydów z Okręgu Białostockiego, których przewieziono do Treblinki oraz wiele mniejszych grup. Łącznie, w czasie akcji Reinhard, na terenie Generalnego Gubernatorstwa wymordowano ok. 2 mln ludności żydowskiej.
Niemcy wymordowali na terenie Polski łącznie 2,7 mln Żydów z Polski, w tym ok. 600–700 tys. w zbiorowych i indywidualnych egzekucjach, ok. 600 tys. w gettach, a ok. 1,4 mln w obozach zagłady. Na ziemiach polskich zginęło łącznie 4 mln Żydów z całej Europy (na ogólną liczbę 5,1 mln Żydów pomordowanych w obozach zagłady).

## Wynarodowienie i germanizacja

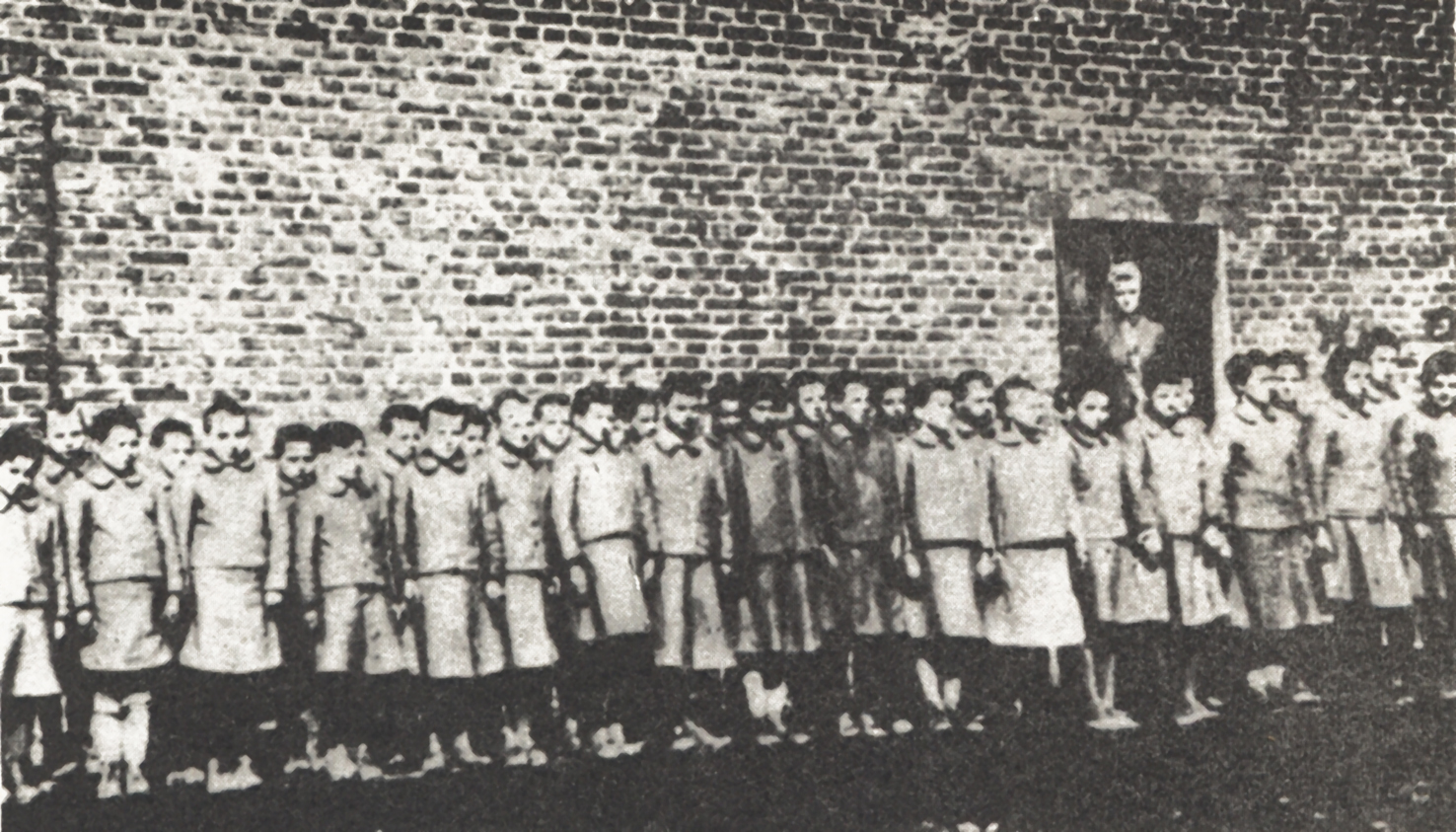
Polskie dzieci w obozie pracy w Dzierżąznej k. Zgierza

Niemcy dążyli w latach 1939–1945, w okupowanej Polsce, do likwidacji wszelkich przejawów polskości, poprzez wynarodowienie i germanizację. Przejawami tych działań były dyskryminacja języka narodowego w życiu prywatnym i publicznym, narzucanie języka niemieckiego w szkołach, instytucjach, administracji państwowej, prześladowanie religii, poniżanie godności narodowej Polaków i utrudnianie dostępu do określonych zawodów, ograniczanie dostępu do kultury narodowej, niszczenie książek i dóbr kultury narodowej, sprzyjanie prymitywnym formom rozrywki, zmianę struktury etnicznych na ziemiach polskich (kolonizacja elementem niemieckim i germańskim) oraz inne działania o podobnym zakresie.
Proces germanizacji i zniemczania (niem. Wiedereindeutschung) realizowany był także poprzez segregację i kategoryzację ludności polskiej na określone grupy. W tym celu zmuszano ludzi, metodami administracyjnymi i przymusu ekonomicznego, do podpisywania Niemieckiej Listy Narodowościowej (niem. Deutsche Volksliste, DVL) tzw. Volkslisty (decydującym kryterium wpisania na listę, oprócz udowodnienia niemieckiego pochodzenia, były drobiazgowe badania rasowe).
Ogółem do podpisania Niemieckiej Listy Narodowościowej zmuszonych zostało, różnymi metodami nacisku, ok. 1,8 mln obywateli polskich.
Działania te objęły również polskie dzieci, uznane zgodnie z polityką rasową nazistów za „wartościowe” pod względem rasowym, które w ramach programu rabunku dzieci wywożono do Niemiec. Rabunek dzieci, jako element wynaradawiania i germanizacji, był jednym z elementów Generalnego Planu Wschodniego. Dzieci uprowadzane były przemocą, często z użyciem podstępu i po zamordowaniu rodziców, lub na mocy decyzji odpowiednich instytucji niemieckich, lub przeprowadzeniu w sposób ukryty badań rasowych. Dzieci kierowano do specjalnych ośrodków i wydziałów odpowiednich instytucji lub do eufemistycznie nazwanych przez nazistowską propagandę, tzw. wiosek dziecięcych – w istocie były to obozy selekcji rasowej (tzw. selekcji wartościującej) dla dzieci (niem. Kindererziehungslager), gdzie dokonywano niszczenia oryginalnych metryk urodzenia zastępując je nowymi, zmieniano nazwiska dzieci na niemieckie i wysyłano do rodzin lub ośrodków w Niemczech.
Działania te na ziemiach polskich prowadziła głównie organizacja Lebensborn (uznana w 1950 przez Trybunał Denazyfikacyjny za organizację zbrodniczą), posiadająca w okupowanej Polsce 4 placówki – w Krakowie, Helenowie, Smoszewie i Otwocku, a także inne instytucje. Dzieci uznane za rasowo „małowartościowe” odsyłano do obozów koncentracyjnych w Auschwitz w celu eksterminacji lub do osiedlenia w Generalnym Gubernatorstwie.
Ogółem, w latach okupacji niemieckiej Polski, wywieziono do Niemiec i krajów europejskich, ok. 200 tys. dzieci polskich, po wojnie udało się odzyskać jedynie ok. 15% (30 tys.dzieci).

## Rabunek dzieł sztuki i niszczenie dóbr kultury narodowej

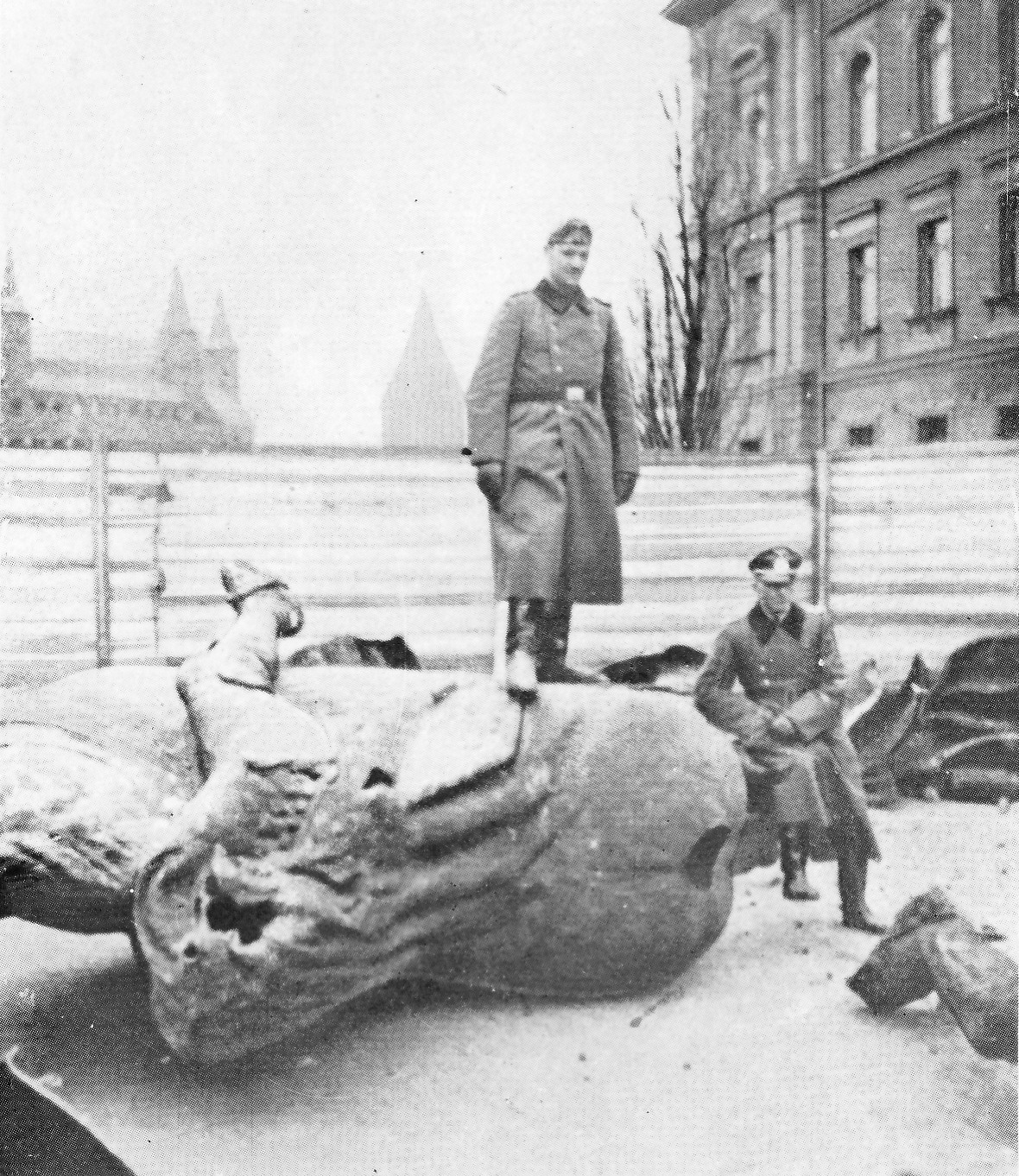
Zniszczenie Pomnika Grunwaldzkiego w Krakowie w listopadzie 1939

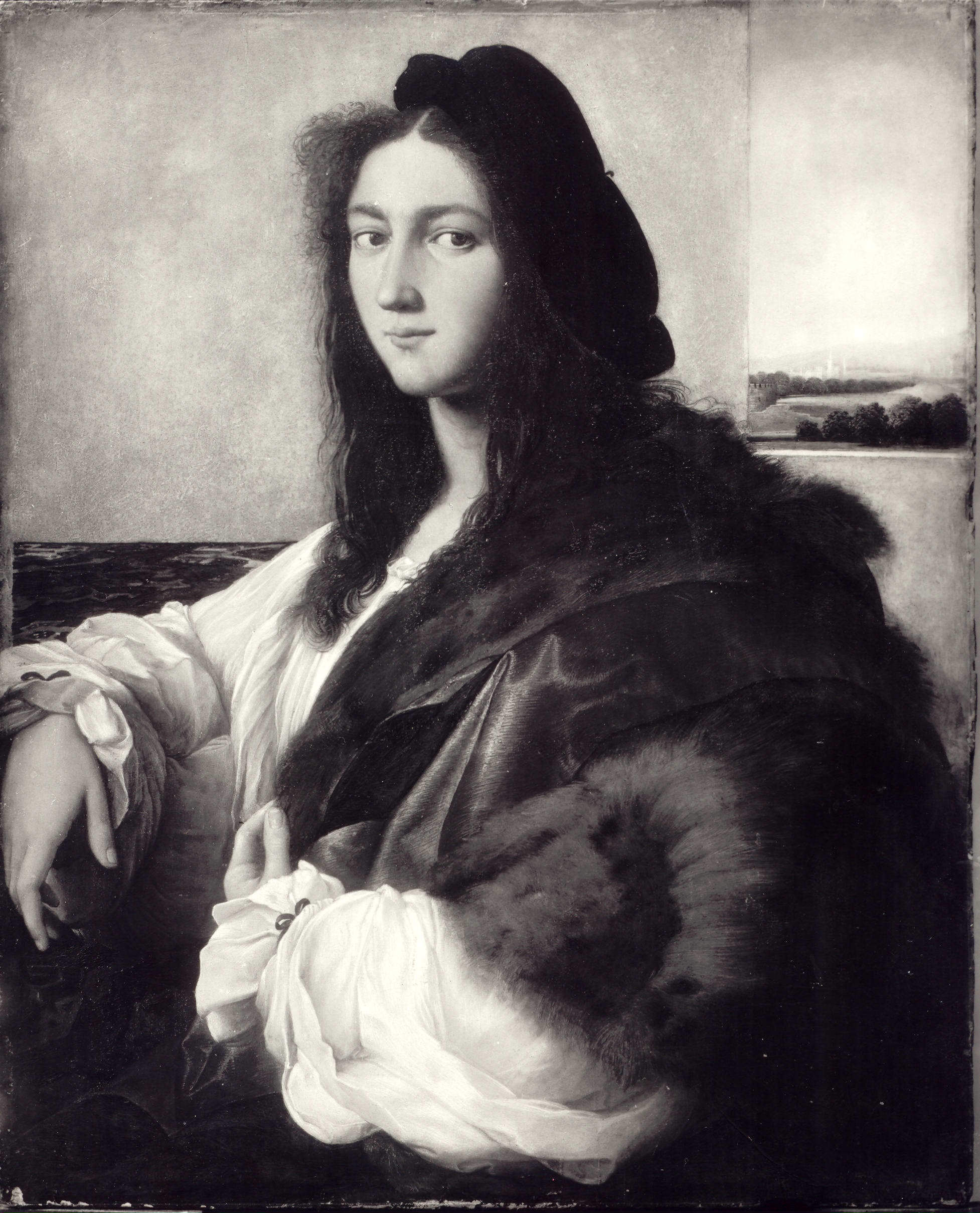
Rafael – „Portret młodzieńca” – jeden z najcenniejszych utraconych przez Polskę eksponatów, ukradziony przez Niemców w 1940 z kolekcji Muzeum Książąt Czartoryskich w Krakowie, do dziś nieodnaleziony

Przygotowania do grabieży dóbr kultury rozpoczęte zostały w Niemczech jeszcze przed wybuchem działań wojennych i agresją na Polskę w 1939. Plan systematycznej grabieży państwowych i prywatnych zbiorów sztuki, których spisy zostały sporządzone przez niemieckich historyków sztuki na podstawie naukowych kontaktów przedwojennych i częstych wizyt w muzeach i kolekcjach polskich, został zrealizowany poprzez powołanie kilku organizacji, które 1 września 1939 przekroczyły granice Polski razem z regularną armią niemiecką.
Po zakończeniu kampanii wrześniowej grabież dzieł sztuki, konfiskaty, oraz tysiące zwykłych rabunków (dokonywanych odrębnie przez wojsko i funkcjonariuszy nazistowskich) zostały usankcjonowane odpowiednimi „przepisami” prawnymi okupanta, a realizowane przez specjalnie utworzone do tego celu organy. Pod koniec okupacji, w czasie wycofywania się z Polski armii niemieckiej (ponoszącej dotkliwe porażki militarne na froncie wschodnim), konfiskaty te przybrały postać masowej grabieży.
Powojenne szacunki utraconych przez Polskę dzieł sztuki i wywiezionych przez okupanta niemieckiego (obejmujące tylko zbiory udokumentowane), wskazują na ubytek ok. 2800 obrazów znanych europejskich szkół malarskich, 11 tys. obrazów autorstwa malarzy polskich, 1400 wartościowych rzeźb, 15 mln książek z różnych okresów, 75 tys. rękopisów, 22 tys. starodruków, 25 tys. map zabytkowych, 300 tys. grafik, 50 tys. rękopisów muzealnych, 26 tys. bibliotek szkolnych, 4,5 tys. bibliotek oświatowych i 1 tys. bibliotek naukowych (łączne straty bibliotek wyniosły ok. 22 mln woluminów), oraz wiele innych nieudokumentowanych eksponatów i przedmiotów wartościowych (m.in. 5 tys. dzwonów kościelnych).
Ogółem, okupant niemiecki dokonał w okupowanej Polsce rabunku ok. 516 tys. pojedynczych dzieł sztuki, o wartości szacunkowej 11 miliardów 140 milionów dolarów (według kursu z 2001), w wyniku powojennej rewindykacji udało się odzyskać jedynie niewielki procent utraconych zbiorów zabytkowych, dzieł sztuki i eksponatów.

### Likwidacja i germanizacja polskich miast

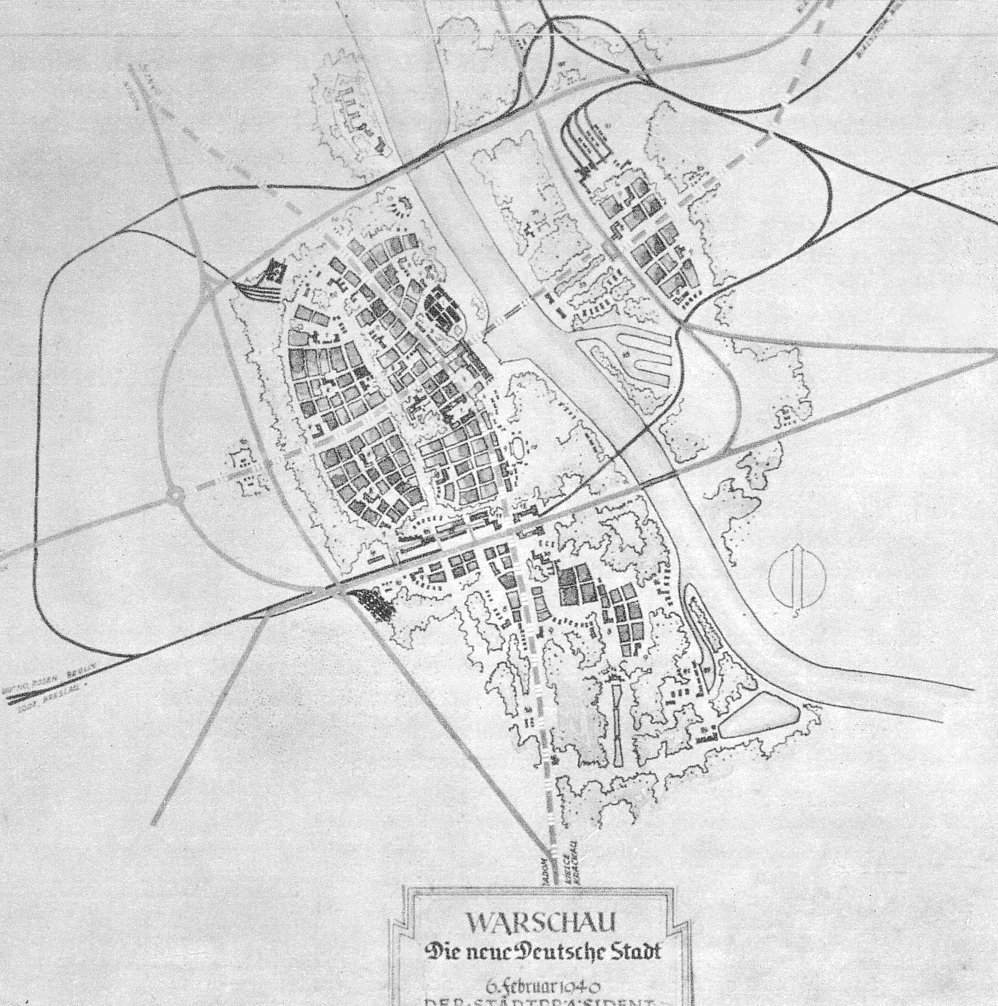
Nowe Niemieckie Miasto Warszawa – projekt nazistowskich architektów Huberta Grossa i Otto Nurnbergera (tzw. Plan Pabsta) z 6 lutego 1940, dedykowany Hansowi Frankowi

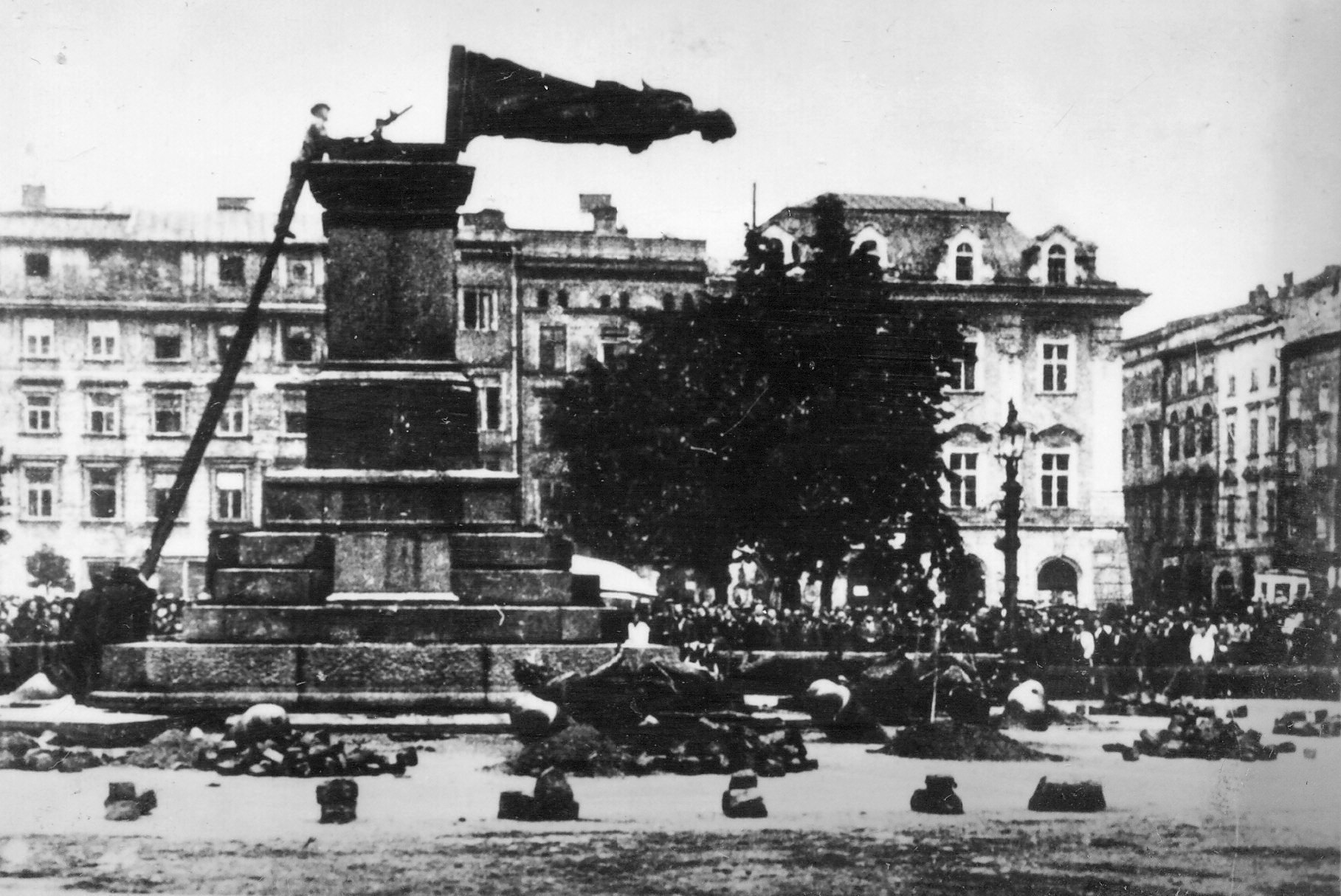
Niszczenie przez hitlerowców Pomnika Adama Mickiewicza w Krakowie, w dniu 17 sierpnia 1940

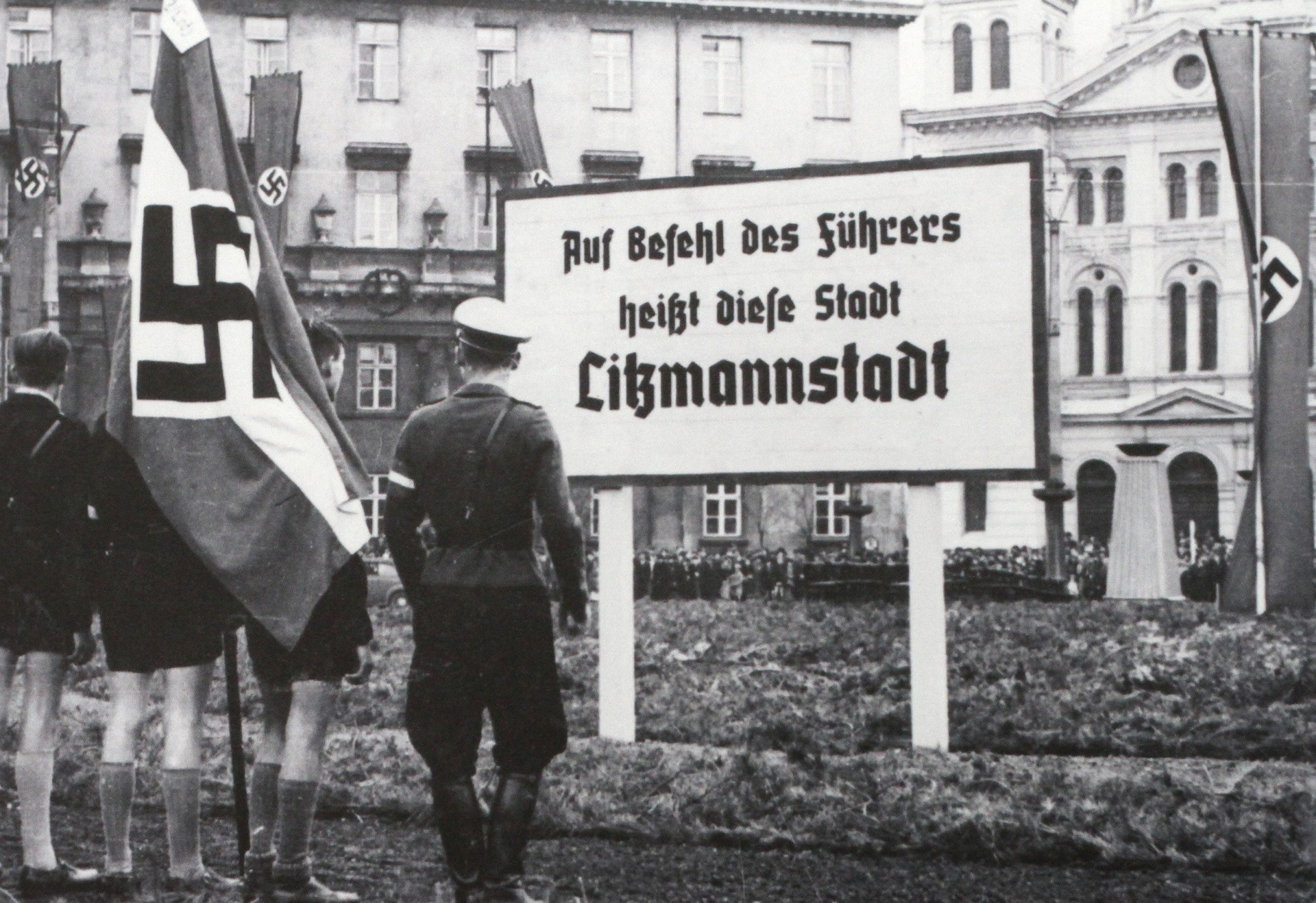
Germanizacja, zmiana nazwy miasta Łódź – „Na rozkaz führera to miasto nazywa się Litzmannstadt”. Tablica ustawiona na placu Wolności w Łodzi, w miejscu zburzonego 11 listopada 1939 pomnika Tadeusza Kościuszki.

Zamierzenia okupanta w stosunku do dotychczasowych polskich centrów wielkomiejskich, przewidywały ich zniszczenie, przebudowę lub germanizację (poprzez zmianę architektury i założeń urbanistycznych, nazw miast na niemieckie oraz ich herbów). Zamierzano zmniejszyć liczbę ludności poprzez likwidację zamieszkujących je Żydów, oraz zmniejszenia napływu Polaków oraz usuwania z obrębu miasta ludności niezatrudnionej w niemieckim przemyśle wojennym np. osób przebywających w domach starców, zakładach opieki społecznej, emerytów i rencistów. Zamierzenia te dotyczyły większości głównych miast Polski:
- Warszawę – dotychczasową stolicę Polski, zamierzano zniszczyć[67][68][69], zamienić w Nowe Niemieckie Miasto Warszawa (niem. Die Neue Deutsche Stadt Warschau) i sprowadzić do roli prowincjonalnego[70] ośrodka tranzytowego (założenia te określono w tzw. Planie Pabsta), przejawem tych działań było zarówno celowe zniszczenie getta w Warszawie w 1943, jak również celowe zniszczenie Warszawy po upadku powstania warszawskiego, zgodnie z rozkazem Adolfa Hitlera.

- Łódź – nazwę miasta zmieniono na Litzmannstadt. Plan przebudowy miasta opracowali nazistowscy architekci z Gdańska i Berlina. Zgodnie z tymi planami śródmieście miało zostać zburzone, a w jego centrum powstać miała ogromna hala ludowa, oddzielona pasem zieleni od niemieckich osiedli mieszkaniowych. Z rozkazu Hitlera zmieniono herb Łodzi, nadając mu nowy, w kształcie urny, z czasów Wandalów.
- Kraków – miasto, jako siedziba Generalnego Gubernatora Hansa Franka, miało zostać całkowicie zgermanizowane i stanowić ważny ośrodek administracji niemieckiej i komunikacji. Starano się o jak najszybsze nadanie miastu „niemieckiego wyglądu”. Polscy robotnicy przymusowi ze Służby Budowlanej (niem. Baudienst), przystąpili do przekształcania wyglądu architektonicznego budynków oraz dróg i mostów. Wyodrębniono dzielnicę niemiecką oraz planowano przebudowę Wawelu. W 1942 wprowadzono wyłącznie niemieckie nazwy wszystkich ulic i placów, instytucji oraz obiektów kulturalnych.
- Lublin – z uwagi na pewne podobieństwa architektury miasta do niemieckich ośrodków miejskich, propaganda niemiecka podkreślała rzekomą „niemieckość” Lublina (m.in. na znaczkach pocztowych pojawiała się panorama Lublina z napisem Deutsche Stadt Lublin). Zamierzano do końca 1944 zniemczyć Lublin, drogą masowych wysiedleń Polaków oraz zasiedlenia kolonistami niemieckimi z Rzeszy, co doprowadziło by do rozproszenia Polaków i zwiększenia liczby Niemców (do 40%). Lublin miał docelowo stanowić centrum ekspansji niemieckości na wschód, bazę wojskową i materiałową dla SS i policji.
- Rzeszów – nazwę miasta zmieniono w 1941 na Reichshof. Już w listopadzie 1939 zmieniono nazwy ulic na niemieckie lub przywracano wcześniejsze nazwy austriackie. W celu odseparowania Niemców od Polaków, w imię „czystości rasy”, stworzono także dzielnicę niemiecką. Rzeszów po zwycięskiej dla Niemiec wojnie miał się stać „jądrem osadnictwa” niemieckiego.
- Zamość – podobnie jak w przypadku Lublina, okupant uważał miasto za rzekomo niemieckie. Miastu planowano nadać nazwę Himmlerstadt, od nazwiska Heinricha Himmlera; ostatecznie jednak do tego nie doszło, podobnie jak do zmiany nazwy na Pflugstadt. Germanizacja Zamościa nasiliła się w 1942 i 1943 wobec planowanych wysiedleń ludności, poprzedzonych badaniami rasowymi i selekcją. Zamierzano pozostawić jedynie 6 tys. mieszkańców miasta. W 1943 podjęto decyzję o zasiedleniu miasta kolonistami niemieckimi, jednak wskutek klęsk armii niemieckiej na wschodzie planów tych nie zdołano zrealizować.

## System więzień Gestapo
Na okupowanych ziemiach polskich Niemcy wprowadzili surowy reżim policyjny, realizujący politykę terroru wymierzoną w społeczeństwo polskie, jedną z najbardziej zbrodniczych organizacji niemieckich była tajna policja Gestapo, której zadania koncentrowały się na zwalczaniu polskiej opozycji politycznej, ruchu oporu, nadzorze nad gettami, sądami specjalnymi (niem. „Sondergerichte) lub sądami doraźnymi (niem. „Standgerichte”), udziale w wyniszczaniu biologicznym społeczeństwa, realizacji i inspirowaniu zbrodniczych planów nazistowskiej polityki rasowej, oraz udziale w masowych przesiedleniach.
Gestapo stosowało różnorakie tortury i brutalne metody śledcze aby wydobyć zeznania od aresztowanych, zwykle było to bicie pejczem, nahajem, kolbą od broni, przypalanie palnikiem, wieszanie głową w dół, tortury z użyciem prądu elektrycznego, oraz inne podobnie brutalne metody. W szczególności stosowano je w stworzonym w okupowanej Polsce systemie więzień policyjnych Gestapo. W ośrodkach tych w celu wydobycia zeznań lub wymuszenia uległości w ściśle określonych polityką okupanta celach, katowano i torturowano obywateli polskich. Więzienia policyjne znajdowały się m.in. w Kielcach, Ciechanowie, Radomiu, Nowym Sączu, Tarnowie, Warszawie (Aleja Szucha), Zamościu, Wiśniczu, i Zakopanem, a także we Wrocławiu i Opolu.
Ze szczególnego okrucieństwa w traktowaniu uwięzionych i liczby ofiar, wyróżniało się 7 największych ciężkich więzień Gestapo (5 z nich znajdowało się na terenie Generalnego Gubernatorstwa):
- Pawiak (Warszawa)
- Montelupich (Kraków)
- Zamek Lubelski (Lublin)
- Firlej (Radom)
- Fort VII w Poznaniu (Poznań)
- Rotunda Zamojska (Zamość)
- Radogoszcz (Łódź)

W związku ze zbliżaniem się frontu wschodniego Wyższy Dowódca SS i Policji w Generalnym Gubernatorstwie Wilhelm Koppe wydał 20 lipca 1944 r. rozkaz ewakuacji lub wymordowania więźniów w miastach, do których zbliżała się Armia Czerwona. W instrukcji zaznaczono, iż więźniowie nie mogą być wyzwoleni. Ofiarą, będących konsekwencją tego rozkazu, masakr więziennych padli m.in. więźniowie osadzeni na Zamku Lubelskim, w więzieniu mokotowskim w Warszawie oraz na łódzkim Radogoszczu.

## Niemieckie obozy koncentracyjne w planach wyniszczenia narodu polskiego

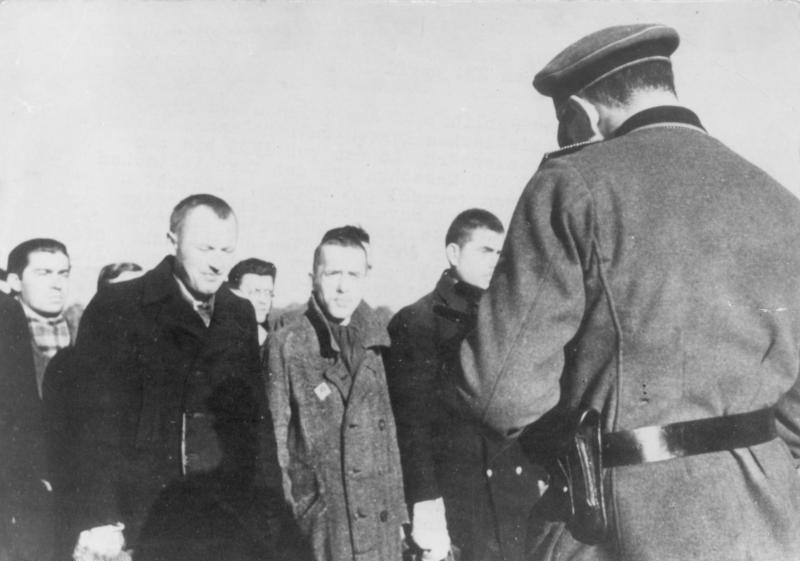
Rejestracja pierwszych polskich więźniów obozu koncentracyjnego Sachsenhausen 1939

Obozy niemieckie w Polsce, których liczba wynosiła ogółem ok. 3 tys., służyły realizacji planu biologicznego wyniszczenia narodu polskiego drogą terroru i eksterminacji. Heinrich Himmler w przemówieniu w dniu 15 lutego 1940, wygłoszonym do komendantów obozów koncentracyjnych, stwierdził, iż do realizacji programu całkowitej eksterminacji Polaków trzeba dokonać następujących działań:
1. Należy ustalić i wyszukać przywódców Polaków w celu ich unieszkodliwienia.
2. Należy szybko i w ustalonych etapach wytępić Polaków.
3. Naród niemiecki powinien uznać za swoje główne zadanie zniszczenie wszystkich Polaków[37].

Już od początku niemieckiej okupacji Polski wywieziono do obozów ok. 2 tys. członków Związku Polaków w Niemczech i innych organizacji polonijnych w III Rzeszy. Nauczycieli i uczniów gimnazjum polskiego w Kwidzynie wywieziono do obozu Hohenbruch pod Królewcem. W końcu sierpnia 1939 utworzono dla Polaków obóz policyjny w Stutthofie (przeznaczony dla mieszkańców Gdańska i Pomorza narodowości polskiej), Skalmierzycach, Potulicach, Poznaniu, Łodzi, Działdowie, Toruniu i Inowrocławiu. Do obozów tych kierowano Polaków podczas wysiedleń z Wielkopolski, Pomorza, Śląska i Mazowsza. Podczas wysiedleń w celu przygotowania miejsca pod poligony wojskowe (w 1940–1944 z okolic Radomia, Lublina i Zamościa), Polaków kierowano do obozów na Majdanku i Auschwitz lub wywożono do obozów w Rzeszy (np. już w listopadzie 1939 wywieziono do obozu Sachsenhausen 184 profesorów i pracowników naukowych Uniwersytetu Jagiellońskiego). W obozach i w różnych ośrodkach w Polsce dokonywano licznych eksperymentów pseudomedycznych, m.in. w Gdańskim Instytucie Anatomicznym patolog SS Rudolf Spanner produkował mydło z ludzi do celów użytkowych.
Zbrodnie popełnione w ostatnich miesiącach II wojny światowej m.in. podczas marszów śmierci w czasie likwidacji obozów koncentracyjnych w latach 1944–1945.
Polacy stanowili początkowo pierwszą i najliczniejszą grupę więźniów obozu w Auschwitz, przechodząc w latach 1939–1945 przez prawie wszystkie niemieckie obozy w Polsce (oraz obozy w Niemczech).
Ogółem w obozach niemieckich w Polsce zginęło ok. 1,3 mln do 1,5 mln Polaków, a w ciągu całego okresu okupacji niemieckiej w Polsce (1939–1945) śmierć poniosło ponad 3 mln Polaków (i ok. 2,7 mln do 3 mln obywateli polskich pochodzenia żydowskiego), co daje łączną liczbę ponad 6 mln obywateli polskich.
Na okupowanych terenach Polski znajdowały się także liczne obozy dla jeńców sowieckich. Spośród 5,7 miliona więźniów sowieckich pojmanych na froncie wschodnim, 3,3 miliona zmarło z głodu i chorób.
Łącznie, w latach 1939–1945 w obozach na terenie Polski zginęło w tragicznych warunkach pobytowych 800 tys. jeńców sowieckich, a także ok. 30 tys. jeńców włoskich oraz kilka tysięcy jeńców francuskich i brytyjskich.

## Polskie straty osobowe i materialne

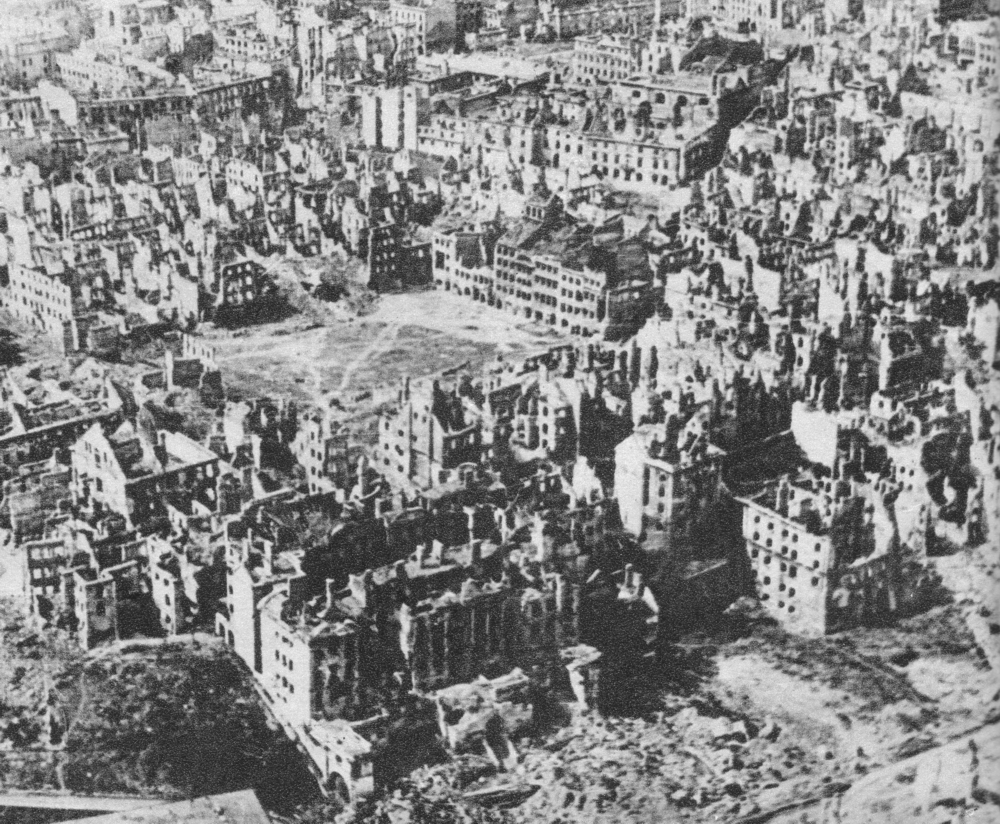
Stolica Polski, Warszawa – w styczniu 1945 w większości zniszczona na skutek celowych działań okupanta niemieckiego

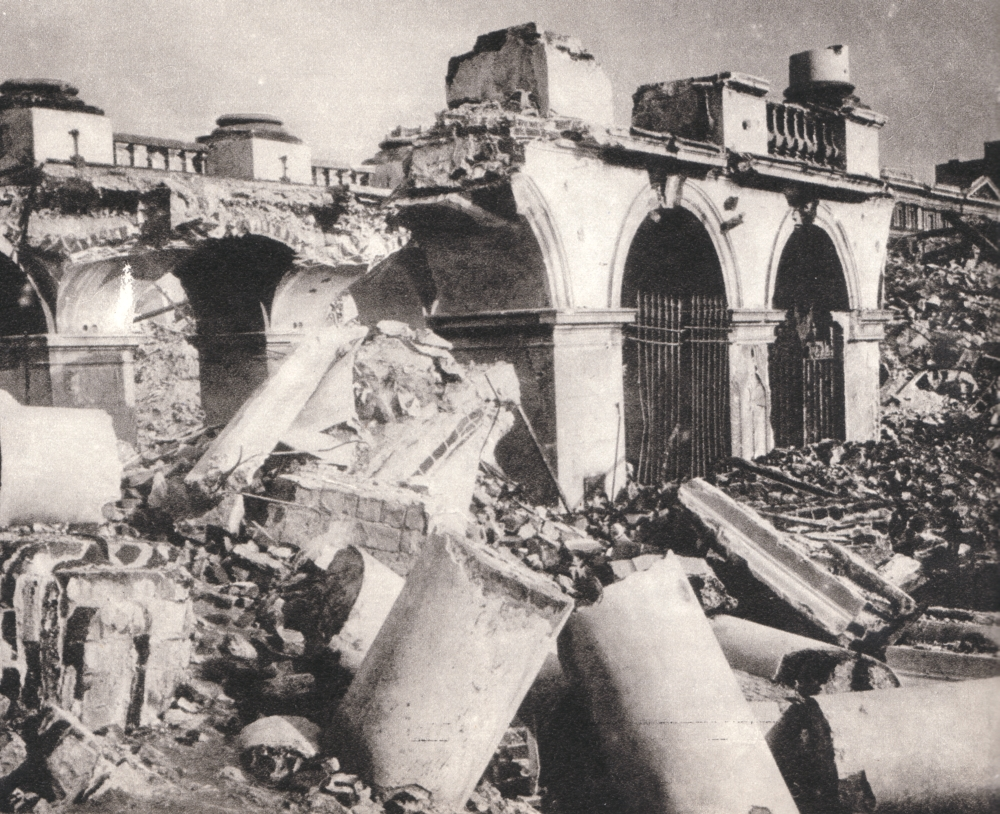
Pałac Saski w Warszawie wysadzony w powietrze przez Niemców w grudniu 1944

Powojenne szacunki Biura Odszkodowań Wojennych przy Prezydium Rady Ministrów z 1947 (Sprawozdanie Biura Odszkodowań Wojennych w przedmiocie strat i szkód wojennych Polski 1939–1945), wskazywały ogromne straty polskie w ludziach, majątku narodowym i dorobku kulturowym:
- Ofiary śmiertelne z lat okupacji niemieckiej (1939–1945) – 6,028 mln[74] obywateli polskich (644 tys. na skutek działań wojennych, w tym 123 tys. żołnierzy i 521 tys. osób cywilnych, 5384 tys. jako ofiary terroru okupanta niemieckiego). Bezpośrednio terrorem hitlerowskim dotkniętych zostało ponad 5 mln osób, obozy niemieckie przeżyło 863 tys. obywateli polskich. Polska, w porównaniu do innych krajów okupowanych przez III Rzeszę, straciła na każdy 1 tys. obywateli – 220 osób (USA – 2,9, Belgia – 7, Wielka Brytania – 8, Francja – 15, Holandia – 22, a ZSRR – 116 obywateli).
- Ofiary programu germanizacyjnego rabunku dzieci – 200 tys. dzieci polskich, co stanowiło największą liczbę spośród wszystkich krajów w których program ten realizowano. Po wojnie udało się odzyskać zaledwie 10–15% dzieci (ok. 30 tys.).
- Ofiary dotknięte trwałym kalectwem – 590 tys. osób, ofiary chorób 1,14 mln (głównie gruźlica).
- Wywiezieni do przymusowej pracy do Niemiec – 2,46 mln osób.
- Wysiedleni przymusowo – 2,478 mln.
- Straty majątku narodowego – 38% stanu sprzed 1939 (największych zniszczeń okupant dokonał w ośrodkach przemysłowych i centrach wielkomiejskich).
- Zniszczenia materialne mienia nieruchomego – budynki mieszkalne (162 190), zagrody wiejskie (353 876), fabryki i kompleksy fabryczne (14 tys.), sklepy prywatne i państwowe (199 751), warsztaty rzemieślnicze (84 436), 968 223 gospodarstw domowych[74].
- Straty wojenne Warszawy – 85% substancji miejskiej, 90% przemysłu, 72% zabudowy mieszkalnej, 90% dóbr kultury narodowej i zabytków, 700 tys. ofiar śmiertelnych (co stanowiło łączne straty wojenne w ludziach Wielkiej Brytanii i USA). Całkowite zniszczenie i ograbienie getta warszawskiego w 1943, 95% strat. Zniszczenie innych centrów wielkomiejskich i miast, np. Jasło (96%), oraz zniszczenie portu w Gdyni.
- Rabunek dóbr kulturalnych Polski – ogółem 43%. Zniszczono 25 muzeów, 35 teatrów, 665 kin, 323 domów ludowych. Straty wskutek nieodwracalnego zniszczenia zbiorów muzealnych, archiwalnych i bibliotecznych – niemożliwe do precyzyjnego oszacowania, straty samych zbiorów bibliotecznych wyniosły ok. 66%. Zniszczono nieodwracalnie 22 miliony książek, wywieziono ponad 500 tys. pojedynczych egzemplarzy dzieł sztuki i obiektów zabytkowych.
- Straty w szkolnictwie polskim – zniszczono 17 szkół wyższych, 271 szkół średnich, 4880 szkół powszechnych, i 768 szkół innych. Dodatkowo zniszczenie instytutów badawczych, towarzystw naukowych i fundacji różnego typu.
- Straty służby zdrowia (majątek szpitali, infrastruktura, budynki) – 55% stanu sprzed 1939. Zniszczono 352 szpitali, 29 sanatoria przeciwgruźlicze, 24 zdrojowe zakłady lecznicze, 47 zakładów ubezpieczalni społecznych, 778 ośrodków zdrowia i ambulatoriów, 1450 gabinetów lekarskich i dentystycznych[74].
- Straty w przemyśle (zarówno celowe niszczenie, jak i grabież maszyn i urządzeń) – 64,5% przemysł chemiczny, 64,3% poligraficzny, 59,7% elektrotechniczny, 55,4% odzieżowy, 53,1% spożywczy, 48% metalowy.
- Straty w leśnictwie w wyniku rabunkowej gospodarki – wycięcie 75 mln metrów sześciennych grubizny, co odpowiada 400 tys. hektarów lasu. Straty w gospodarce rolnej i hodowlanej – 1908 tys. koni, 3905 tys. bydła, 4988 tys. trzody chlewnej, 755 tys. owiec[74].
- Zniszczenie w ponad 50% infrastruktury kolejowej, drogowej, transportu lotniczego i morskiego, infrastruktury telekomunikacyjnej (zniszczono 13 stacji radiofonicznych, 7 stacji radiotelegraficznych, skonfiskowano 867 tys. odbiorników radiowych[74]). Zagrabiono lub zniszczono 2465 lokomotyw, 6250 wagonów kolejowych, 83 636 wagonów towarowych, 25 statków pełnomorskich i 39 statków przybrzeżnych portowych. Zniszczono 5948 km torów kolejowych, 47 767 metrów bieżących mostów kolejowych i wiaduktów, 14 900 km dróg o twardej nawierzchni, 15 500 metrów bieżących mostów drogowych[74].

Biuro Odszkodowań Wojennych przy Prezydium Rady Ministrów oszacowało po zakończonej II wojnie światowej, wartość strat wojennych Polski powstałych w wyniku okupacji niemieckiej z lat 1939–1945.
Łączną wartość poniesionych strat określono na kwotę 258 miliardów złotych przedwojennych, co stanowiło równowartość ok. 50 miliardów dolarów amerykańskich (w 1939 roku). Powyższe straty, po przeliczeniu na wartość z roku 2004, wynoszą ok. 650-700 miliardów dolarów amerykańskich. W tym straty wojenne samej stolicy Polski, Warszawy, wynoszą równowartość 45 miliardów dolarów.

### Liczba ofiar
W ciągu całego okresu okupacji niemieckiej w Polsce (1939–1945) śmierć poniosło ponad 3 mln Polaków (oraz ok. 2,7 mln do 3 mln obywateli polskich pochodzenia żydowskiego), co daje łączną liczbę ponad 6 mln obywateli polskich.
Istnieją kontrowersje co do liczby 6 milionów pomordowanych obywateli polskich, która została oficjalnie podana przez Biuro Odszkodowań Wojennych w 1946. W 1947 na procesie Ludwiga Fischera polski demograf H. Kopeć podał liczbę 5,8 mln. W 1958 kolejny demograf polski, A. Maryański, oszacował polskie straty ludnościowe na 4-4,5 mln ofiar. Dokładne określenie liczby ofiar śmiertelnych nazizmu w Polsce, obywateli polskich różnych narodowości, jest problematyczne. Problem ten wymaga weryfikacji i uwzględnienia wielu dodatkowych czynników, m.in. faktu zmniejszenia przyrostu naturalnego na skutek okupacji niemieckiej w Polsce w latach 1939–1945 i innych istotnych elementów. W tym celu w 2007 Instytut Pamięci Narodowej i Ministerstwo Kultury i Dziedzictwa Narodowego rozpoczęły program badawczy „Straty osobowe i ofiary represji pod okupacją niemiecką”, mający precyzyjnie oszacować i udokumentować rzeczywistą liczbę polskich ofiar Niemiec nazistowskich w latach 1939–1945.

## Odpowiedzialność zbrodniarzy niemieckich

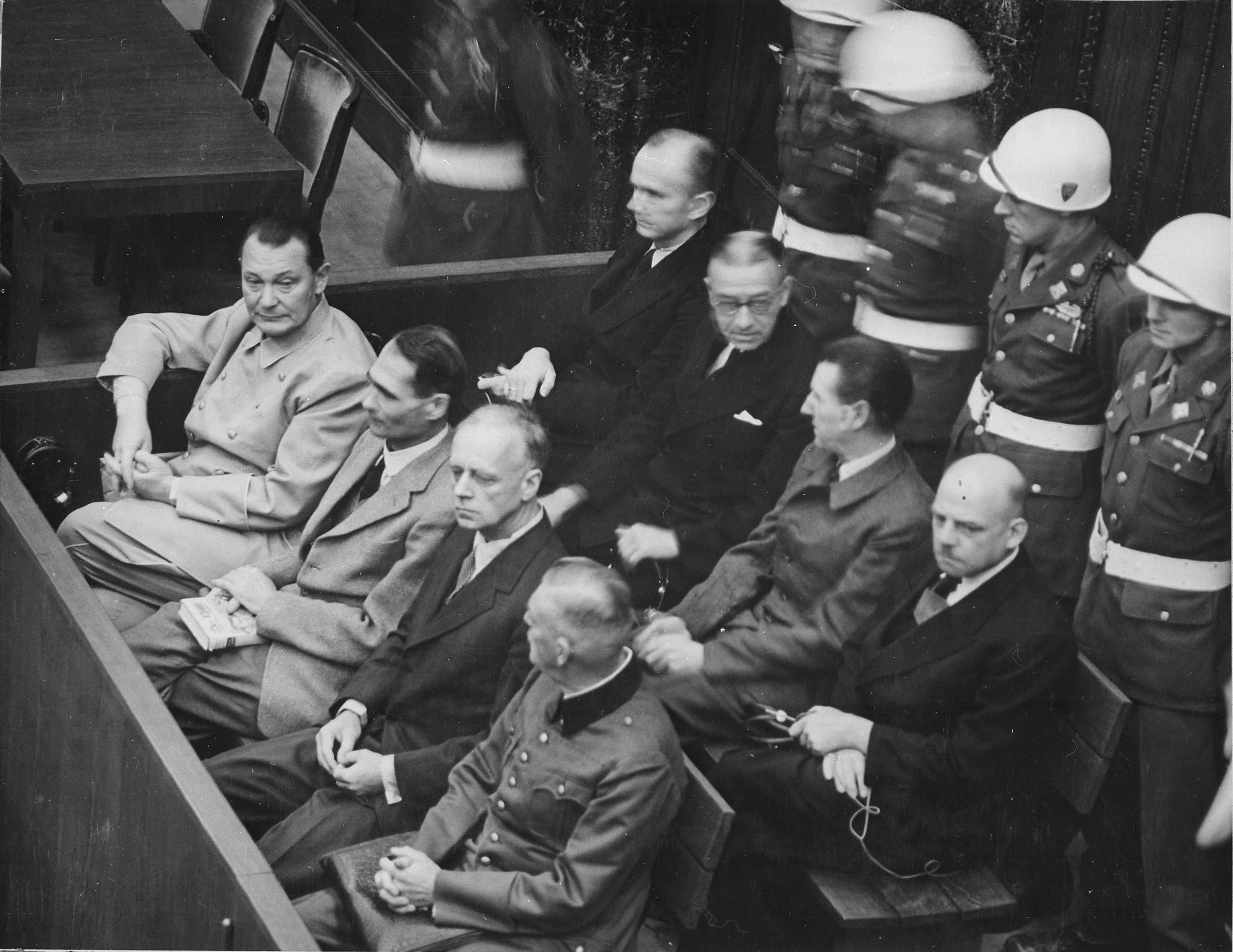
Procesy norymberskie – na ławie oskarżonych siedzą od lewej w pierwszym rzędzie: Göring, Hess, Ribbentrop, Keitel. W drugim rzędzie: Dönitz, Raeder, Schirach, Sauckel

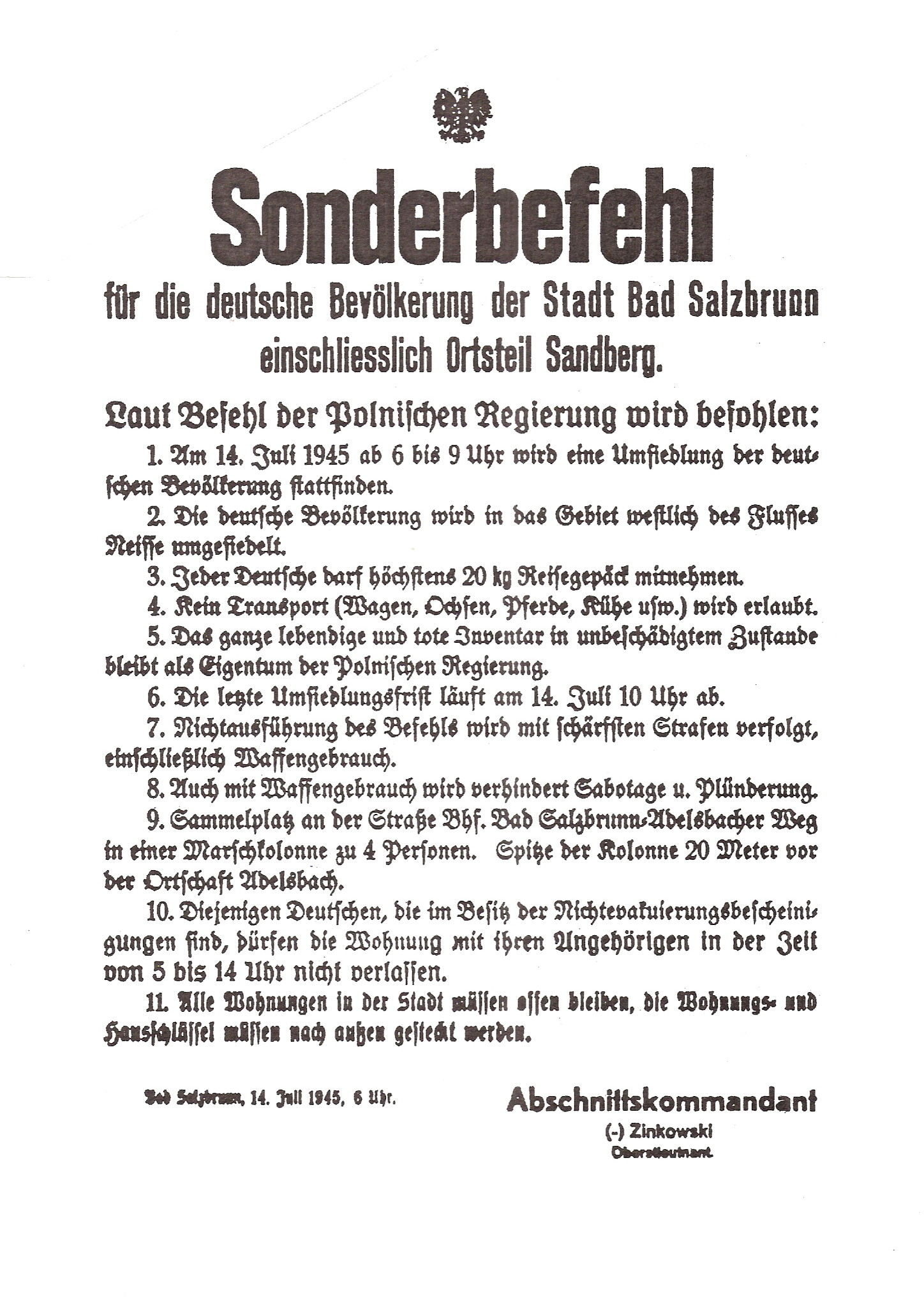
Polskie obwieszczenie z 1945 roku nakazujące Niemcom natychmiastowe (tego samego dnia) opuszczenie miasta Bad Salzbrunn (Szczawno-Zdrój)

Zbrodnie niemieckie w latach 1939–1945 były w głównej mierze pogwałceniem aktów prawa międzynarodowego, zwłaszcza konwencji haskich z 1889 i 1907 (o prawach i zwyczajach wojny lądowej), paktu Brianda-Kelloga z 1928, naruszeniem postanowień traktatu wersalskiego z 1919 który ustalał przebieg granicy polsko-niemieckiej (Niemcy jako państwo będące jednym z jego sygnatariuszy nie miały prawa go wypowiedzieć jednostronnie, mimo iż dążyły do jego rewizji w latach 1919–1939, mimo deklaracji dyplomacji niemieckiej i samego Hitlera o uszanowaniu klauzuli terytorialnych). Dodatkowo bezprawna agresja na Polskę we wrześniu 1939 naruszała traktat arbitrażowy, zawarty w Locarno pomiędzy Niemcami a Polską dnia 16 października 1925, oraz polsko-niemieckiego paktu o nieagresji zawartego dnia 16 stycznia 1934 (ustalenia o nieagresji w okresie 10 lat od jego podpisania).
Pod względem prawnym kwestia ścigania i karania zbrodniarzy niemieckich, inspiratorów i organizatorów zbrodniczych działań w okupowanej Polsce, w tym byłych przywódców III Rzeszy, partii narodowych socjalistów NSDAP, SS, SA oraz szeregu innych nazistowskich organizacji, Wehrmachtu, oddziałów policyjnych, aparatu administracyjnego i koncernów niemieckich, którzy popełnili zbrodnie wojenne, zbrodnie przeciwko ludzkości oraz zbrodnie przeciwko pokojowi, uregulowana jest szeregiem aktów prawa międzynarodowego:
- akty prawa międzynarodowego sprzed 1939 i deklaracja 9 państw okupowanych z 13 stycznia 1942,
- deklaracja moskiewska z 30 października 1943,
- deklaracja 17 państw będących członkami Narodów Zjednoczonych z 5 stycznia 1943 (w sprawie ograbienia terytoriów okupowanych przez III Rzeszę).
- umowa jałtańska z 11 lutego 1945,
- umowa poczdamska z 2 sierpnia 1945,
- Porozumienie londyńskie z 8 sierpnia 1945 (o ściganiu i karaniu głównych przestępców wojennych),
- statut Międzynarodowego Trybunału Wojskowego w Norymberdze i jego wyroki, ściganie zbrodniarzy niemieckich rozpoczął trybunał po zakończonej II wojnie światowej jako pierwsza uprawniona do tego instytucja z uregulowanymi prawem międzynarodowym postanowieniami.

Sprawy zbrodni wojennych w Polsce, w tym zbrodnie popełnione przez główne koncerny niemieckie, były rozpatrywane w serii 12 procesów przed amerykańskimi trybunałami wojskowymi i innymi alianckimi trybunałami, w każdej ze stref okupacyjnych Niemiec.
W powojennej Polsce obowiązywał dekret PKWN z 31 sierpnia 1944 (o wymiarze kary dla faszystowsko-hitlerowskich zbrodniarzy), który został ustawowo uchylony w całości w 1956, z wyjątkiem artykułu 1, punkt 1 (najcięższe gatunkowo zbrodnie, w tym zabójstwa). Ponadto funkcjonuje wprowadzony na mocy ustawy z 22 kwietnia 1964, przepis o nieprzedawnianiu ścigania sprawców najcięższych zbrodni hitlerowskich.
Pierwsze procesy zbrodniarzy niemieckich w Polsce odbyły się przed Najwyższym Trybunałem Narodowym, powołanym 22 stycznia 1946 (na podstawie dekretu PKWN z 31 sierpnia 1944), oraz sądami karnymi i powszechnymi. Skazano w nich 7 nazistowskich zbrodniarzy na karę śmierci, za czyny popełnione w okupowanej przez III Rzeszę Polsce. Dodatkowo Najwyższy Trybunał Narodowy osądził niemiecką załogę obozu koncentracyjnego Auschwitz-Birkenau, największego obozu niemieckiego w okupowanej w latach 1939–1945 Polsce, kolejne procesy odbyły się w 1947
Rezultaty ścigania i karania zbrodniarzy niemieckich, mimo wysiłków społeczności międzynarodowej, pozostały niewielkie. Większość z nich (np. ok. 90% wyższych dowódców policji i SS), całkowicie uniknęło konsekwencji karnych. W Republice Federalnej Niemiec byli oni niejednokrotnie uniewinniani lub w ogóle nie dochodziło do ich ukarania, dzięki uniknięciu odpowiedzialności wielu z byłych zbrodniarzy zajmowało stanowiska we władzach miast, przemyśle i innych odpowiedzialnych stanowiskach, bądź zostawało szanowanymi obywatelami niemieckich miast, m.in. Heinz Reinefarth, odpowiedzialny za mordy na kilkudziesięciu tysiącach obywateli polskich w czasie pacyfikacji powstania warszawskiego, mimo wielokrotnych żądań Polski o ekstradycję nie został wydany przez władze RFN i zmarł w 1979 w swojej rezydencji na wyspie Sylt. Również masowe rozstrzeliwanie przez wojska niemieckie przypadkowych osób cywilnych w ramach zbiorczego odwetu za śmierć niemieckich żołnierzy było i jest traktowane przez niemiecki wymiar sprawiedliwości jako uprawomocniony i zasadny.
Z inicjatywy Polski Organizacja Narodów Zjednoczonych uchwaliła 26 listopada 1968 konwencję o nieprzedawnianiu zbrodni wojennych i zbrodni przeciwko ludzkości.

## Polskie instytucje ścigające zbrodnie niemieckie
W Polsce badaniem, ściganiem i zbieraniem dowodów oraz dokumentacji zbrodni niemieckich zajmowała się początkowo Główna Komisja Badania Zbrodni Niemieckich w Polsce, działająca w latach 1945–1949. Komisja od 1949 przechodziła kolejne reorganizacje, od 1999 funkcjonuje jako samodzielny pion śledczy Instytutu Pamięci Narodowej.

### Utrata dokumentacji zbrodni niemieckich przez Główną Komisję Ścigania Zbrodni przeciwko Narodowi Polskiemu
W latach 1959–1989 Główna Komisja Badania Zbrodni Hitlerowskich przekazała Zentrale Stelle der Landesjustizverwaltungen w Ludwigsburgu kilkaset tysięcy oryginalnych dowodów zbrodni niemieckich w Polsce w okresie okupacji (co najmniej 36 tys. protokołów zeznań, 150 tys. fotografii, kilkadziesiąt tysięcy mikrofilmów i 12 tys. kompletnych akt prowadzonych śledztw). Zachodzi obawa, że dokumentacja ta została bezpowrotnie utracona.
Prof. Daria Nałęcz, jako ówczesny Dyrektor Naczelny Archiwów Państwowych tak podsumowała w 2006 r. tę sytuację:

Utrata znacznej części tak ważnego dla Polski archiwum dokumentującego niemieckie zbrodnie to kuriozum. Mogłabym jeszcze zrozumieć, gdyby chodziło tylko o naszą pomoc prawną, bo do tego jesteśmy zobowiązani. Jednakże niewykonanie kopii, brak dbałości o zwrot oryginałów, nie mówiąc już o utajnieniu tego procederu przed negocjatorami procesu restytucji archiwaliów z Niemiec, jest co najmniej niepokojące. Mam nadzieję, że ktoś w tej sprawie pójdzie jednak po rozum do głowy. Dobrze byłoby wiedzieć, czy chociaż jedna ze spraw, których akta przekazano, zakończyła się procesem lub skazaniem winnego.

## Pamięć o ofiarach zbrodni
Miejsca zbrodni niemieckich popełnionych w Polsce upamiętnione zostały po raz pierwszy uchwałą Sejmu Rzeczypospolitej Polskiej z 2 lipca 1947. Na jej mocy tereny obozu koncentracyjnego Auschwitz-Birkenau, oraz obozów na Majdanku, w Sztutowie i Łambinowicach uznane zostały pomnikami męczeństwa narodu polskiego oraz innych narodów. W największych miejscach martyrologii utworzono muzea, z których wiele prowadzi działalność edukacyjną i naukowo-badawczą, m.in.:
- Państwowe Muzeum Auschwitz-Birkenau
- Państwowe Muzeum na Majdanku
- Państwowe Muzeum Stutthof
- Centralne Muzeum Jeńców Wojennych w Łambinowicach. cmjw.pl. [zarchiwizowane z tego adresu (2007-06-05)].
- Muzeum-Miejsce Pamięci w Bełżcu
- Muzeum Byłego Obozu Zagłady w Sobiborze
- Muzeum Walki i Męczeństwa Treblinka
- Muzeum Kulmhof w Chełmnie nad Nerem
- Muzeum Gross-Rosen w Rogoźnicy

Miejscami pamięci narodowej, pomnikami i miejscami martyrologii zajmowała się początkowo Rada Ochrony Pomników Walki i Męczeństwa, przemianowana następnie na Radę Ochrony Pomników Walk i Męczeństwa.

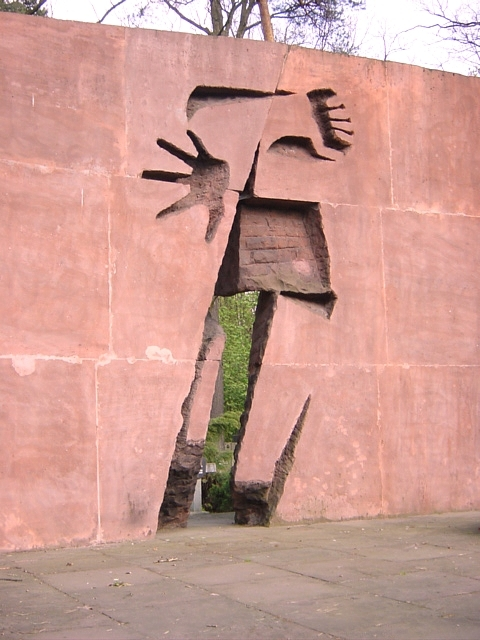
Pomnik ku czci ofiar Zbrodni w Wawrze, Cmentarz Wojenny w Wawrze
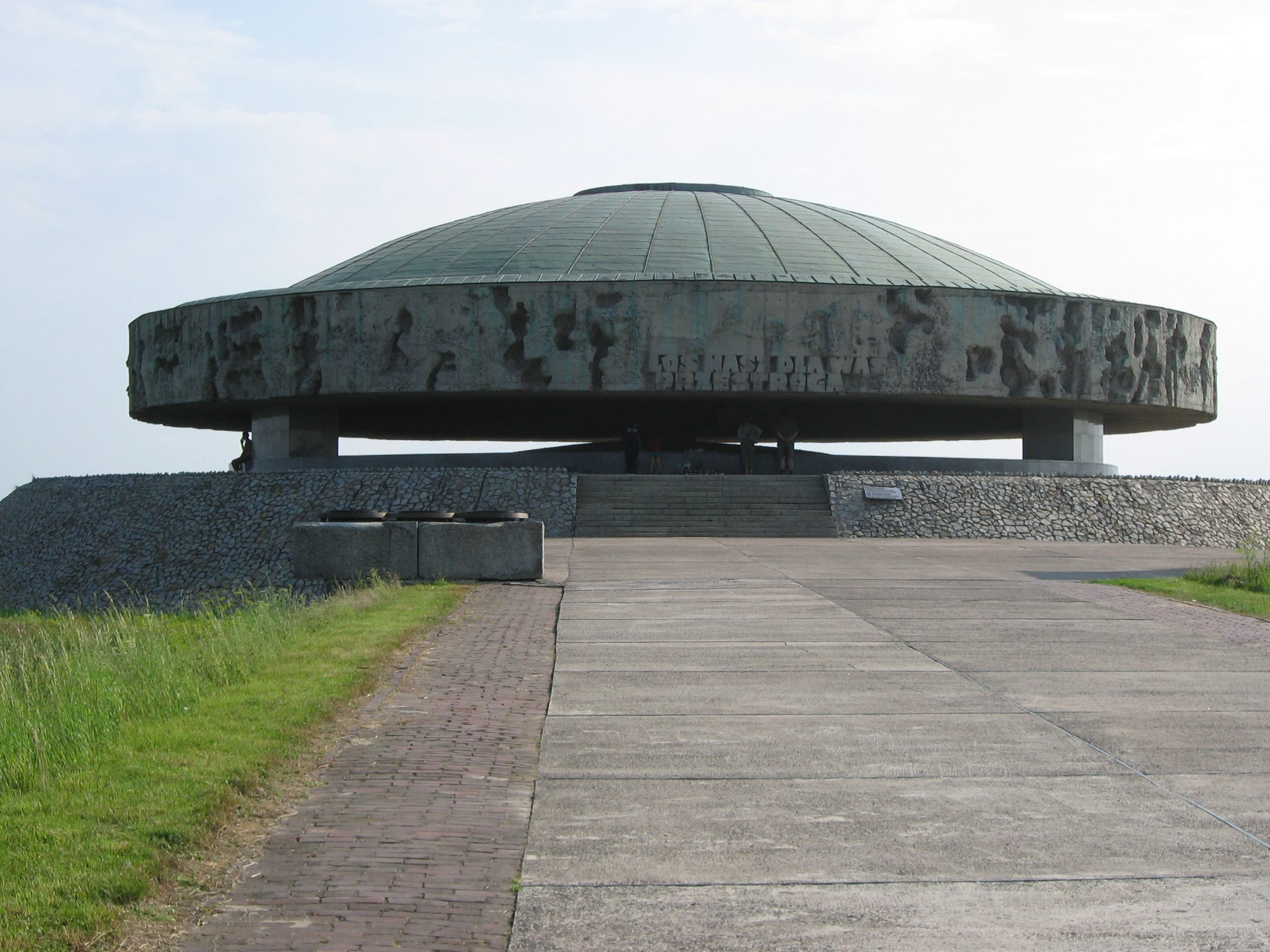
Mauzoleum na Majdanku, zawierające prochy pomordowanych ofiar
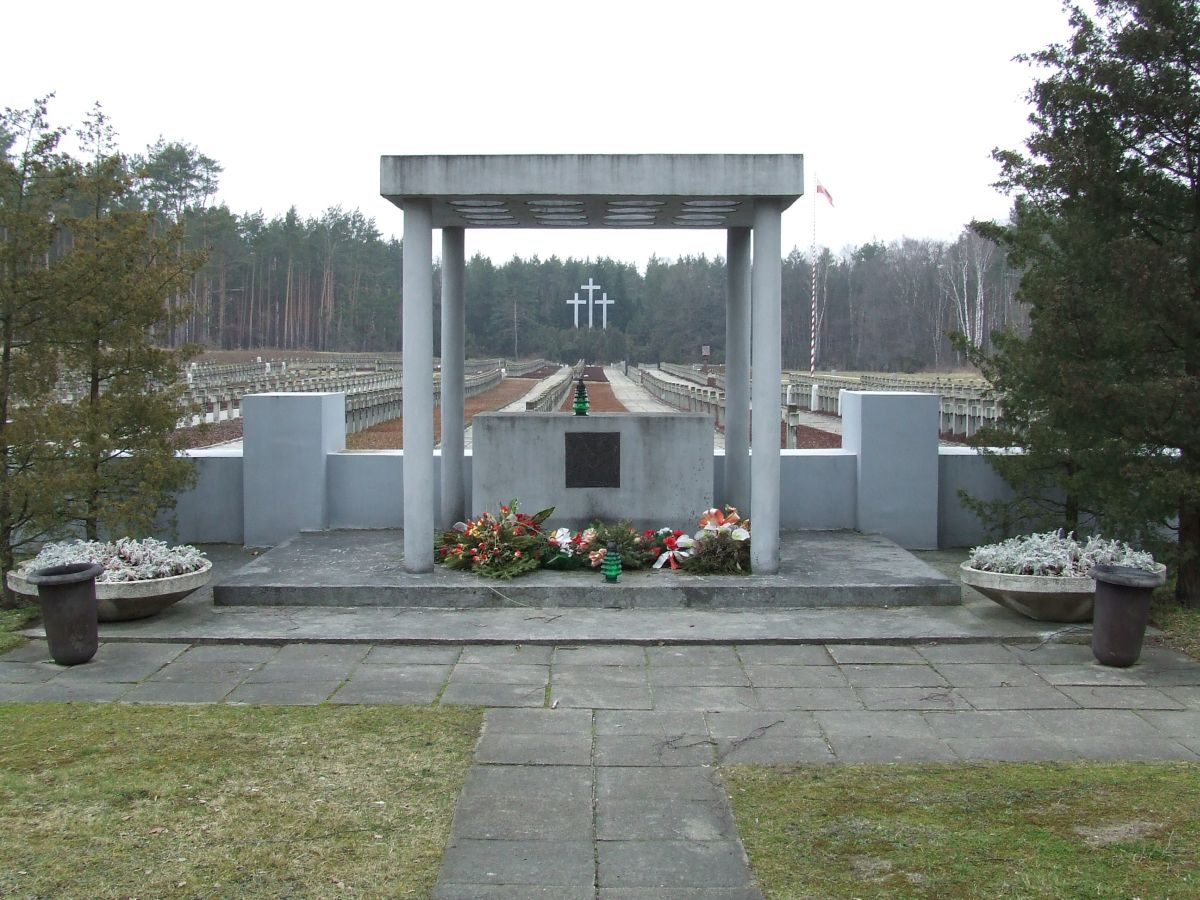
Cmentarz-Mauzoleum w Palmirach, nazwany Warszawskim Katyniem
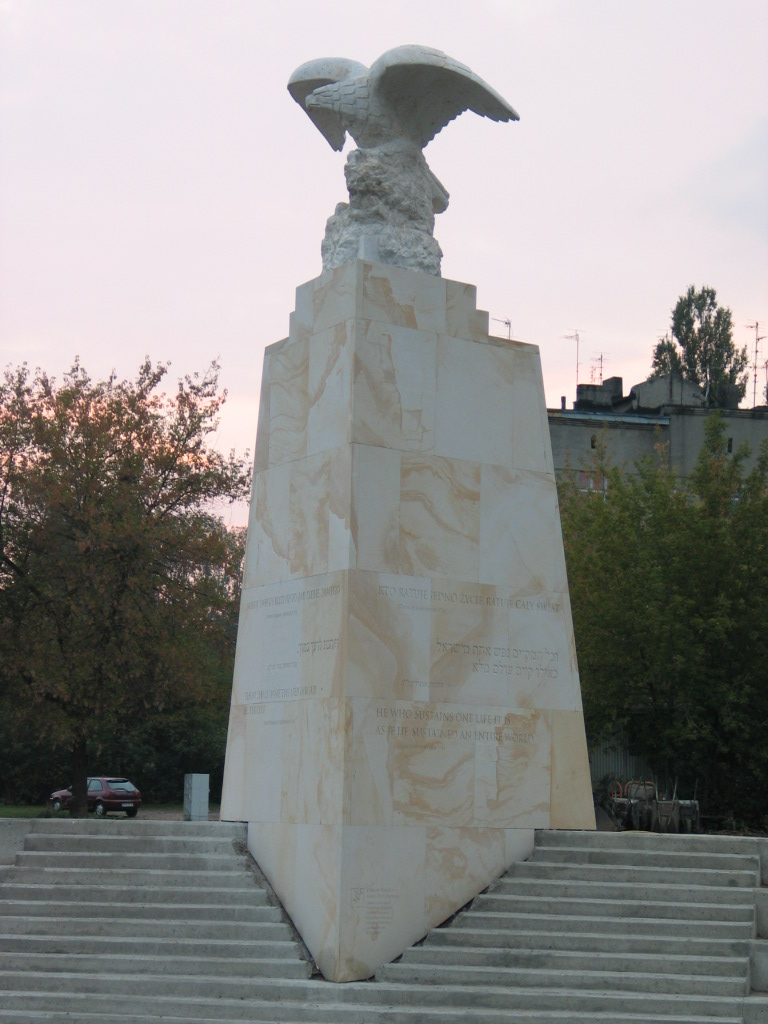
Pomnik Polaków ratujących Żydów w latach 1939–1945

## Fotografie

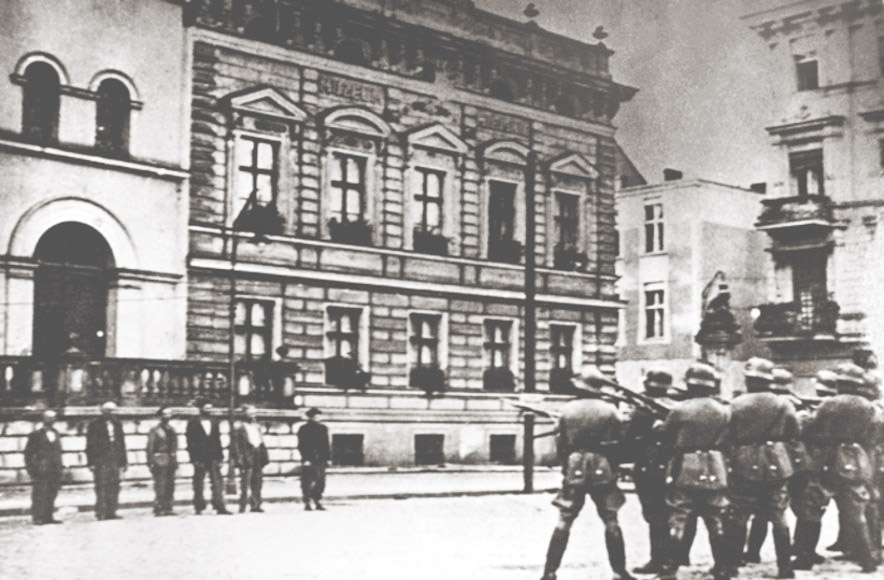
Rozstrzelanie Polaków po rozpoczęciu niemieckiej okupacji Bydgoszczy 9.09.1939
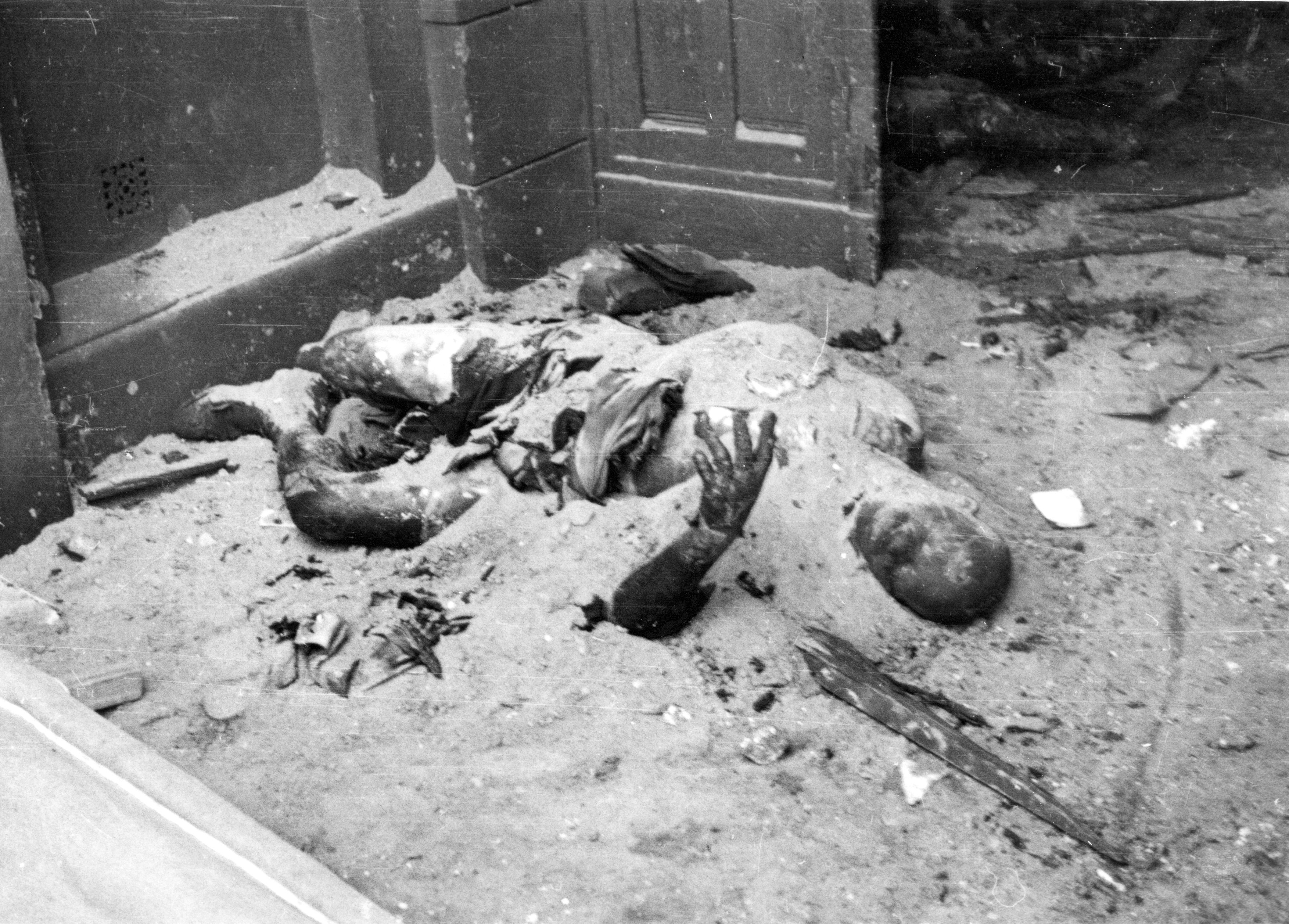
Ludzie spaleni na warszawskiej Woli w trakcie pacyfikacji powstania warszawskiego
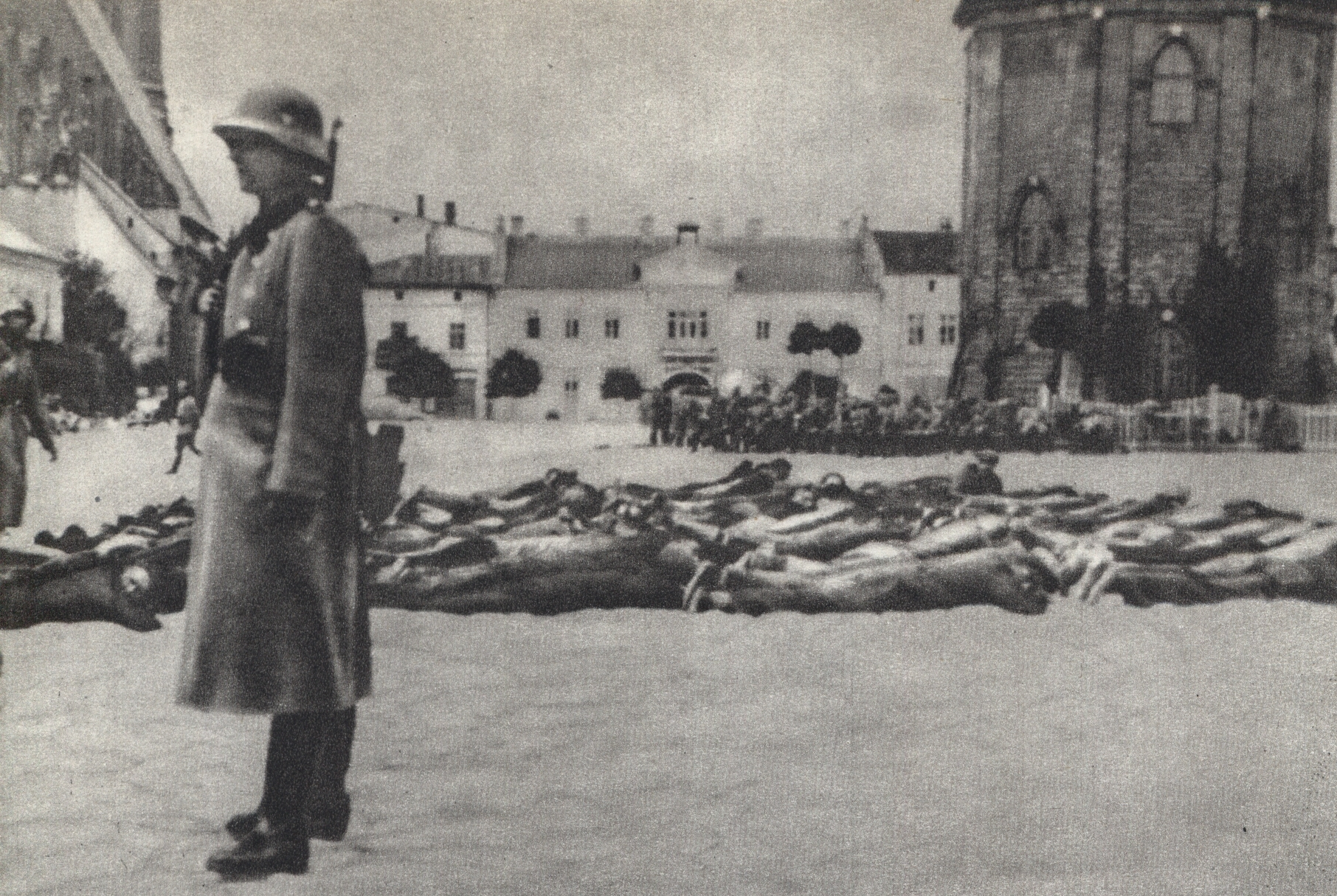
Krwawa środa w Olkuszu – mieszkańcy miasta zmuszeni do leżenia na bruku
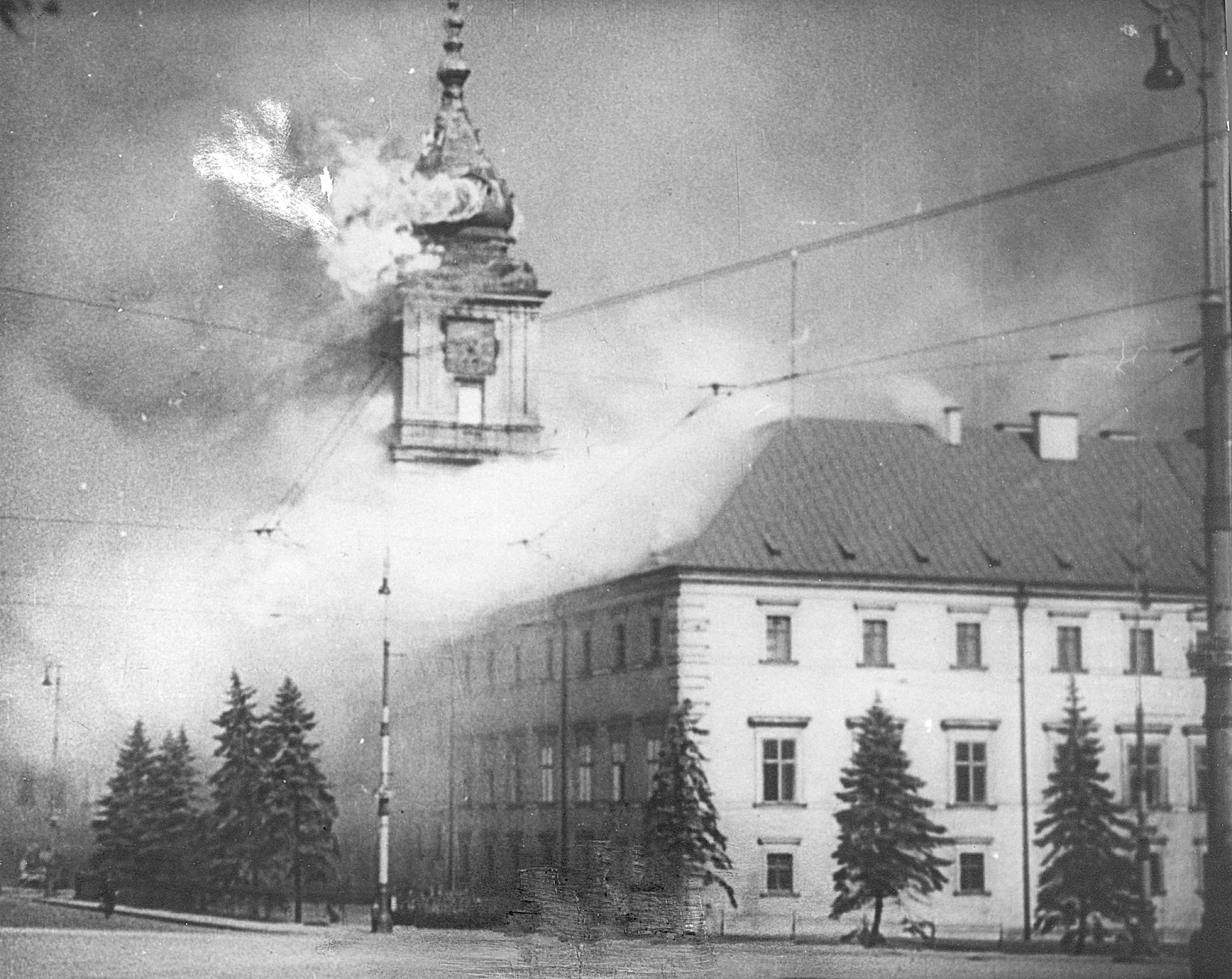
Płonący Zamek Królewski w Warszawie po ostrzale artylerii niemieckiej w dniu 17 września 1939
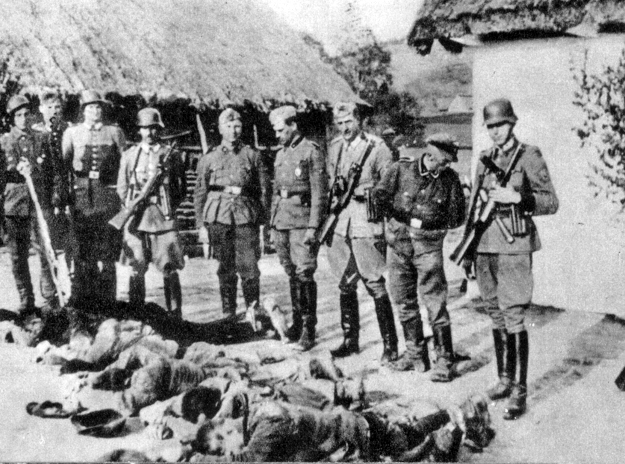
Pacyfikacja Zamojszczyzny – polscy rolnicy zamordowani przez oddział żandarmerii niemieckiej
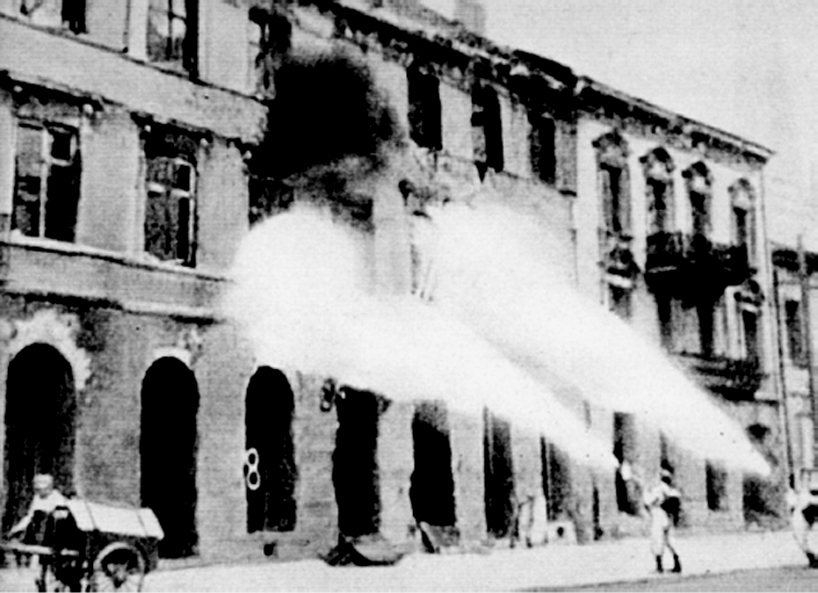
Niszczenie Warszawy przez niemieckie oddziały niszczycielskie, po powstaniu warszawskim w 1944
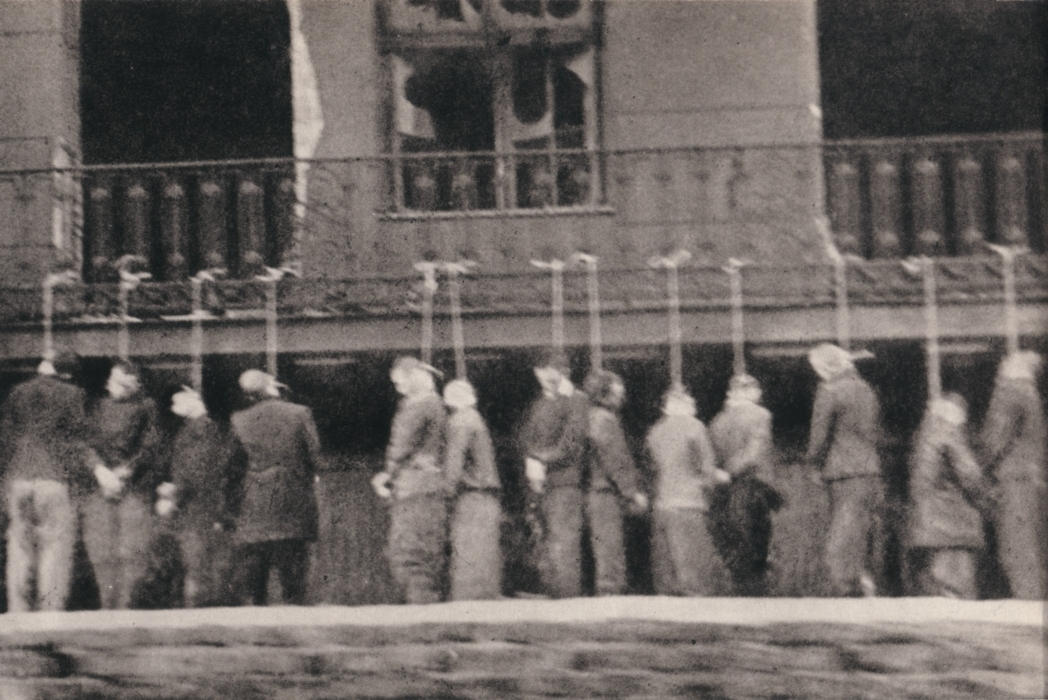
Więźniowie Pawiaka, powieszeni przez Niemców na ul. Leszno w Warszawie, 11 lutego 1944
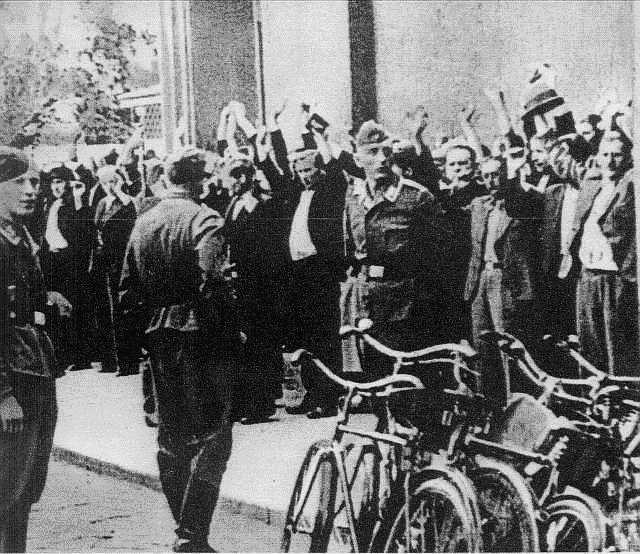
Masowe aresztowania (tzw. łapanka), przeprowadzane w polskich miastach okupowanych przez nazistów, Warszawa 1942
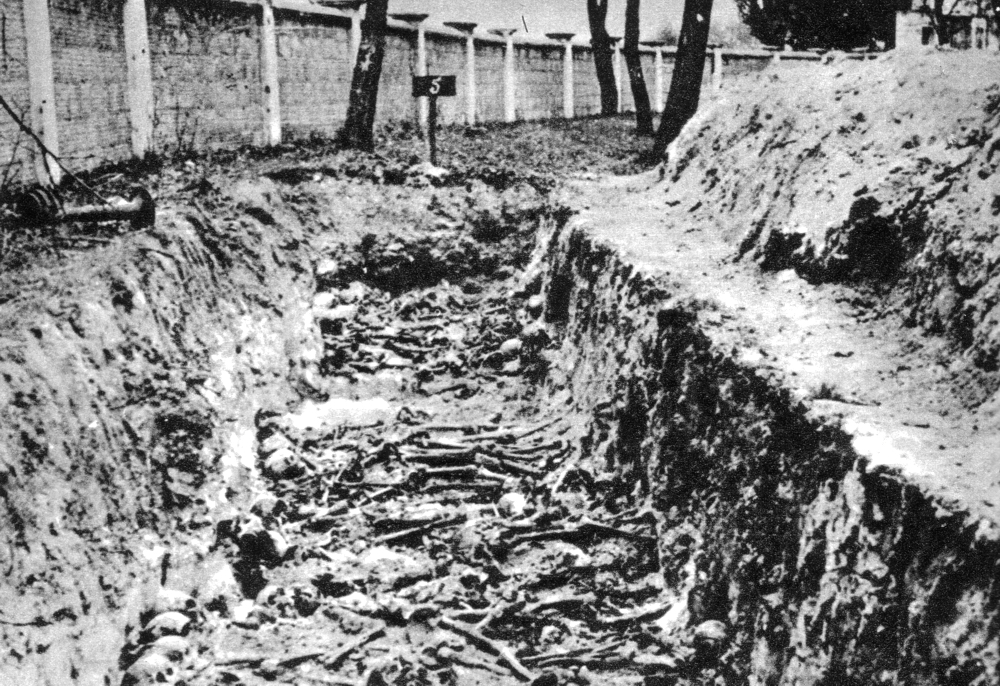
Masowa mogiła pomordowanych żołnierzy sowieckich, obóz jeniecki w Dęblinie
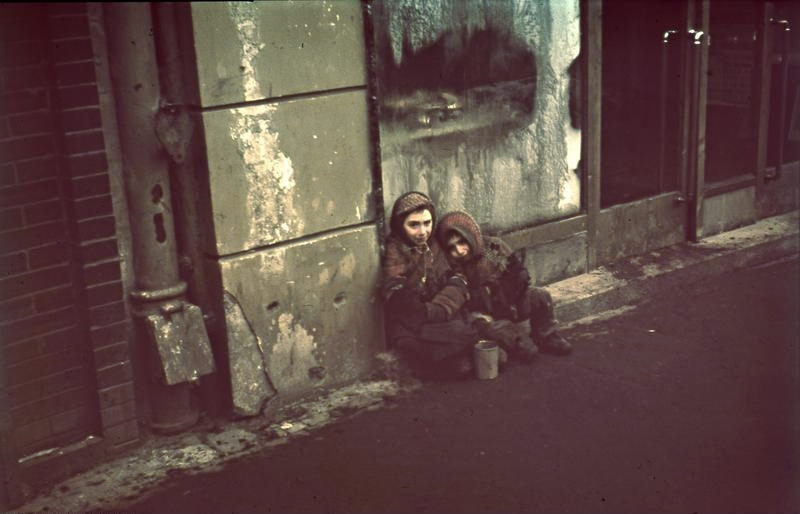
Głodujące dzieci w getcie warszawskim
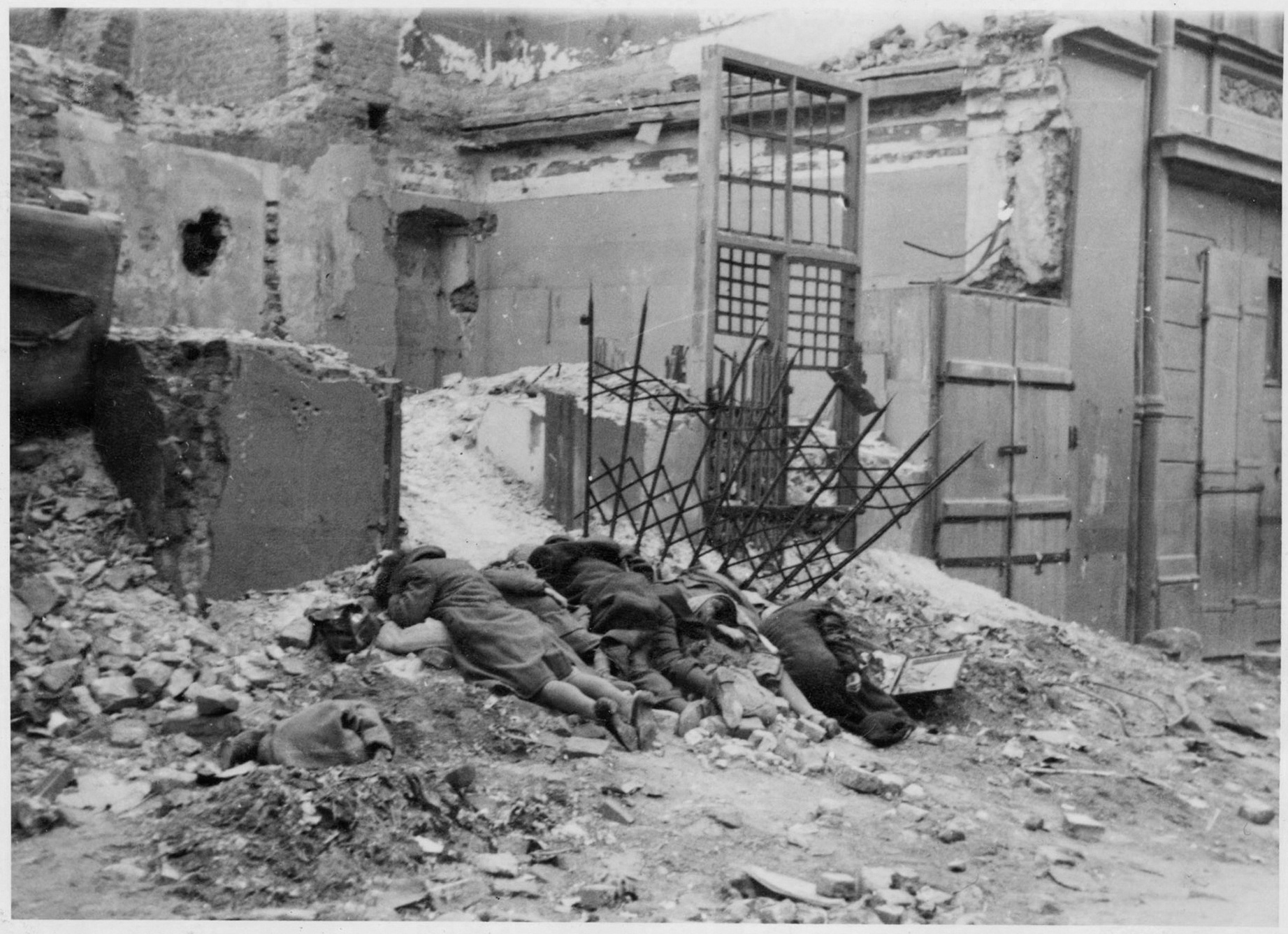
Mieszkańcy Warszawy, zamordowani w czasie powstania w getcie warszawskim w 1943
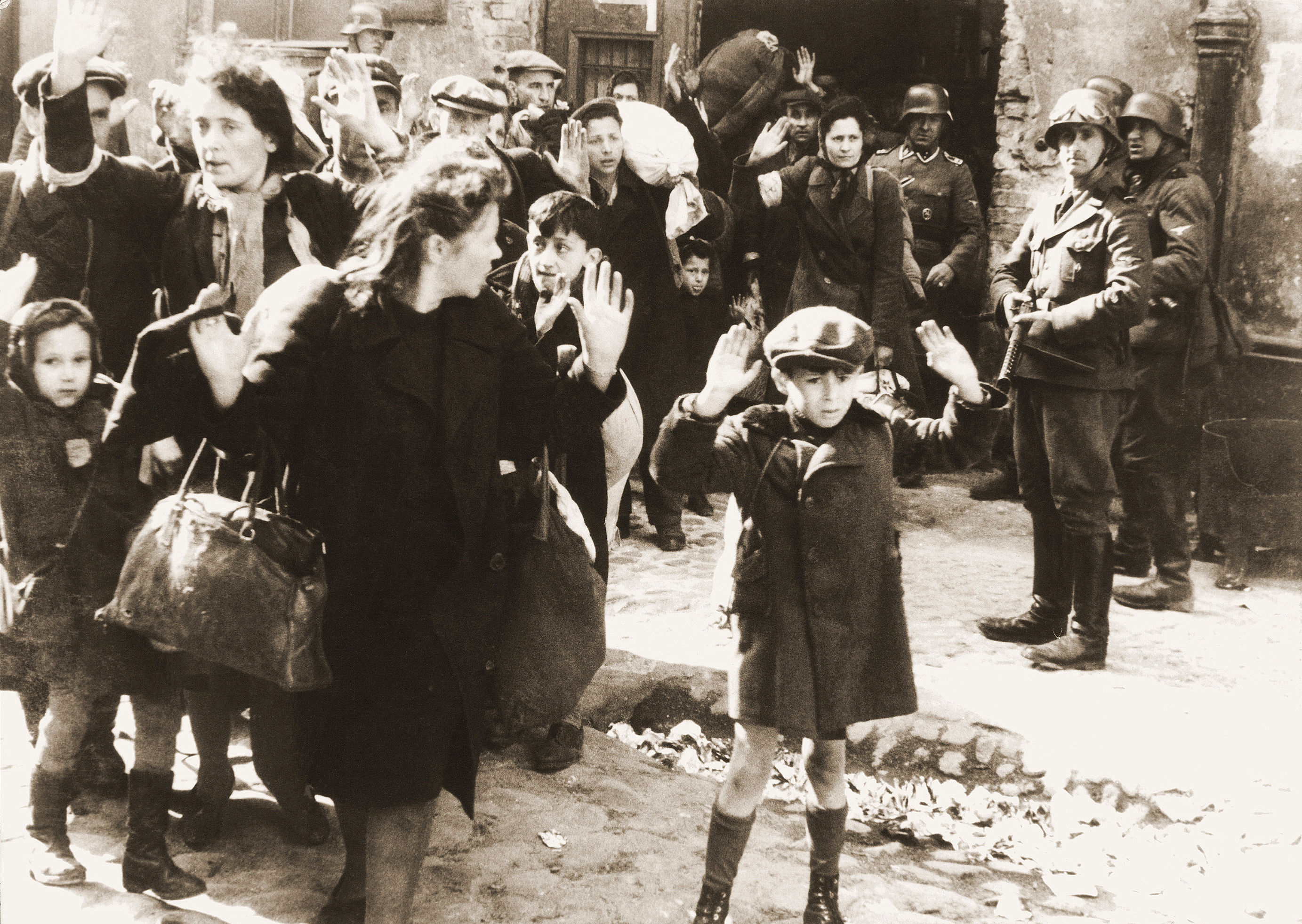
Pacyfikacja powstania w getcie warszawskim w 1943, grupa Żydów pojmana przez SS